# Biserica reformată din Sălard

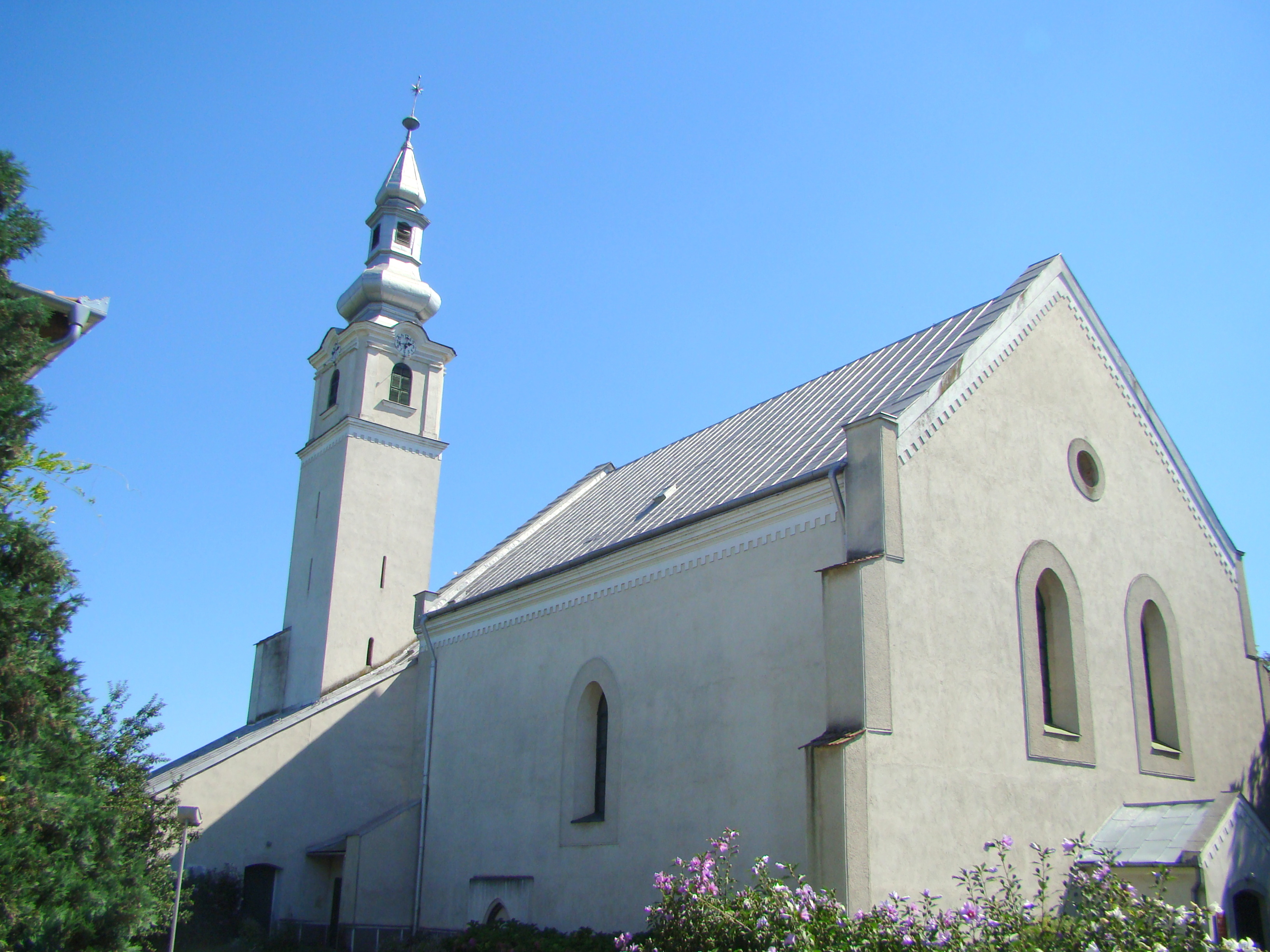
Biserica reformată din Sălard, comuna Sălard, județul Bihor, foto: august 2016.

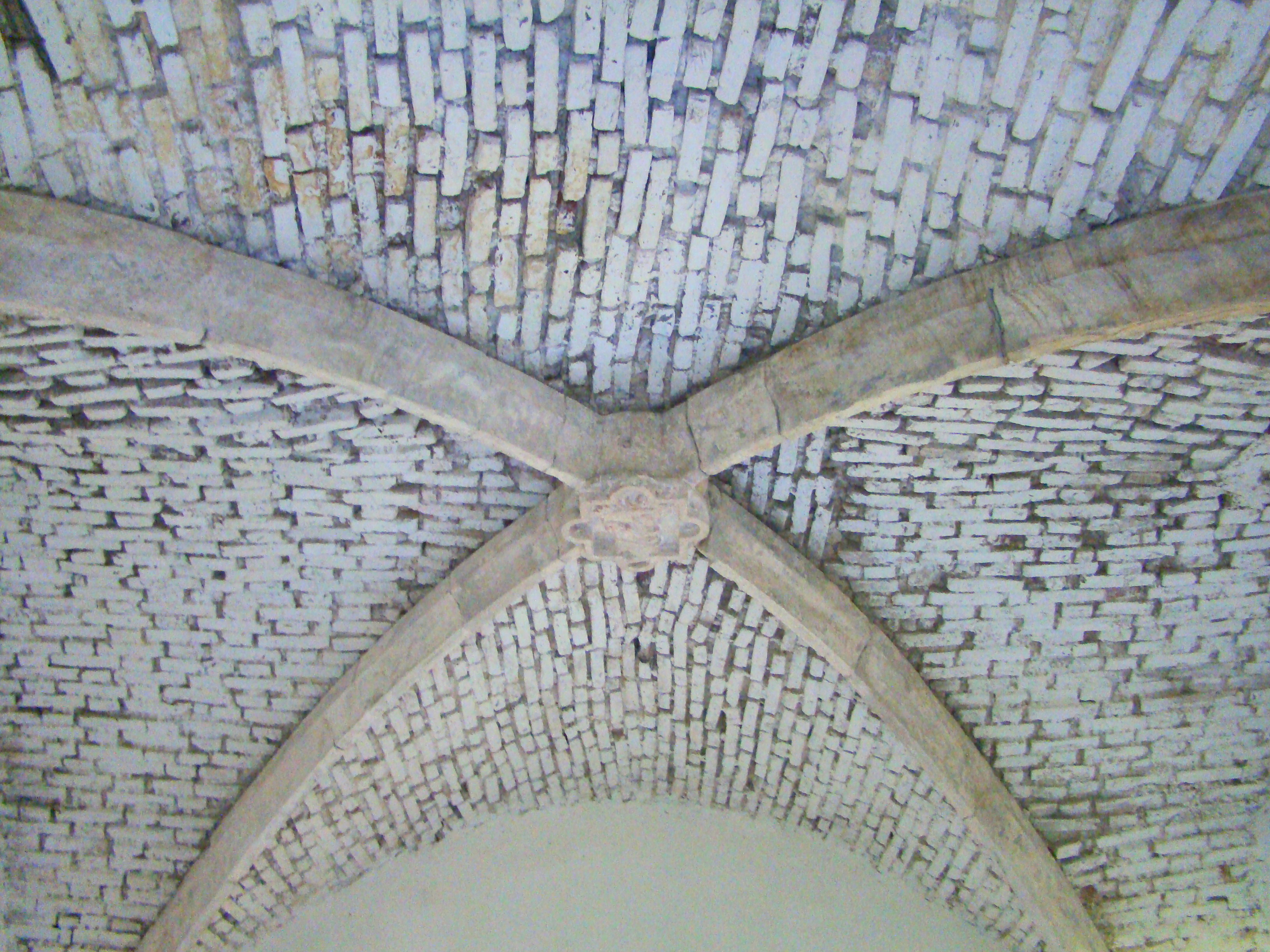
Cheie de boltă decorată cu blazonul familiei Csáki

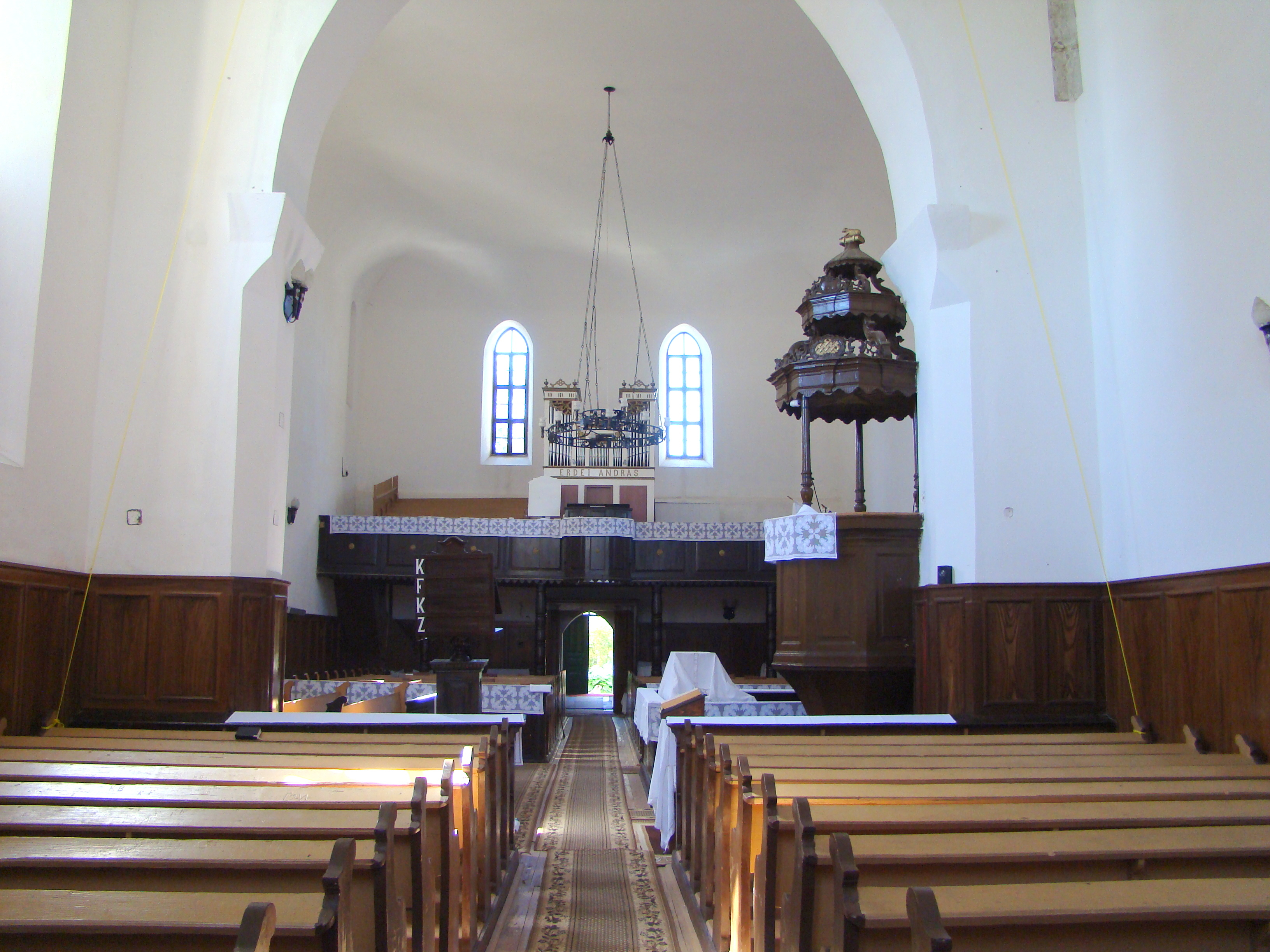
Nava spre ieșire

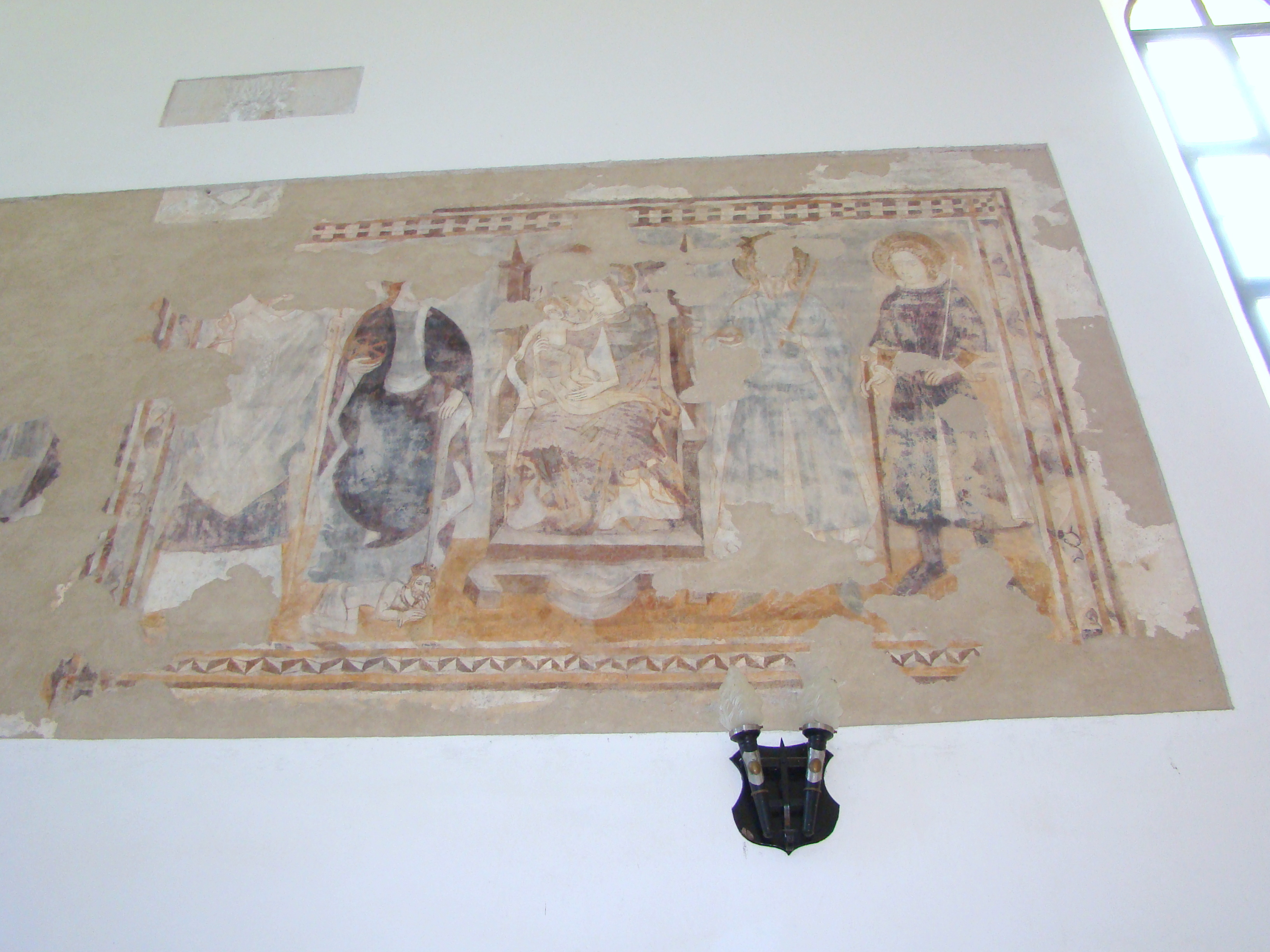
Picturi murale pe peretele corului scoase la iveală cu ocazia ultimei renovări: Sfânta Fecioară cu pruncul Iisus tronând, încadrată de Sf. Rege Ştefan şi Sf. Emeric

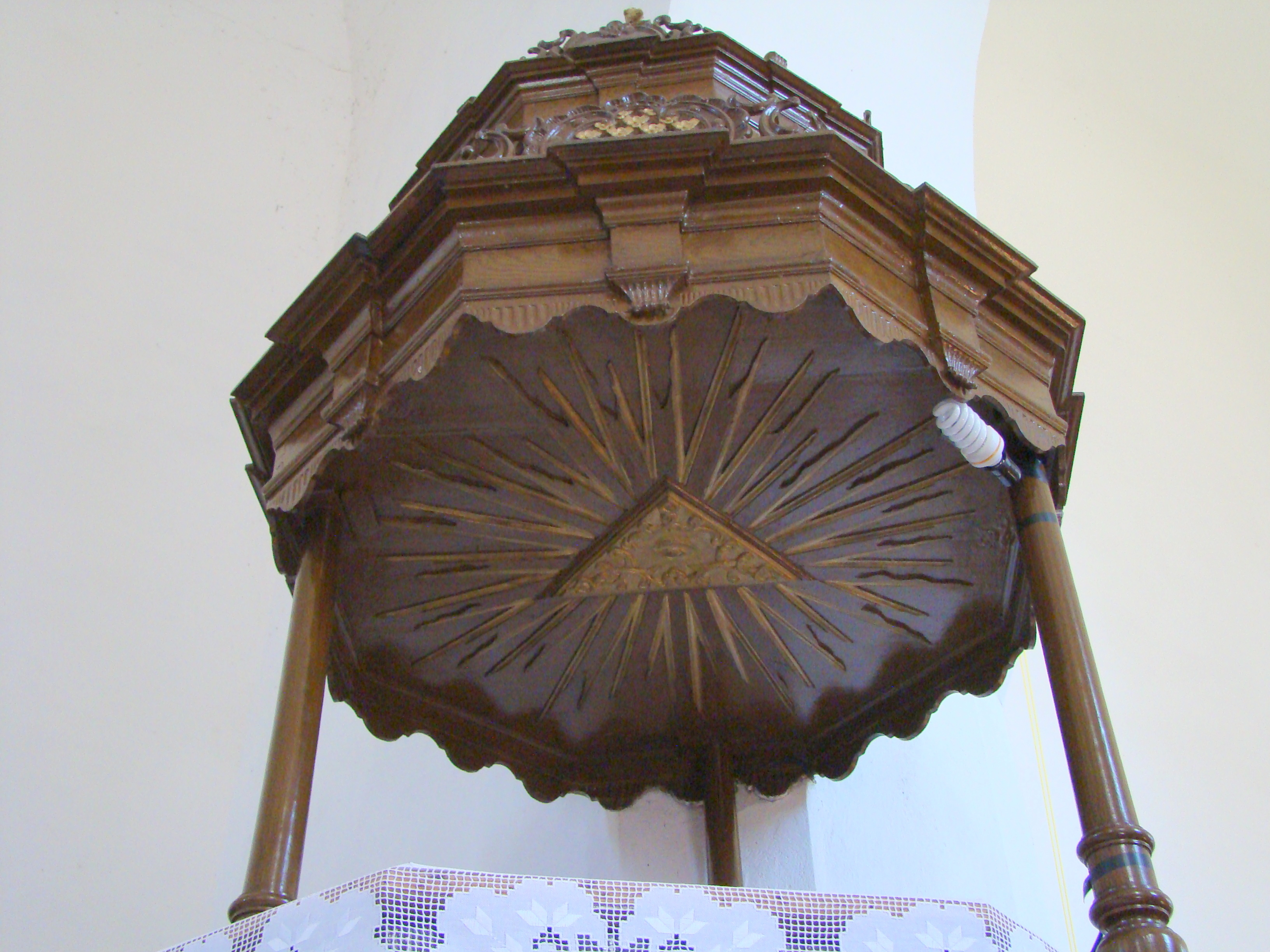
Coronamentul amvonului, realizat în 1797 în stil rococo

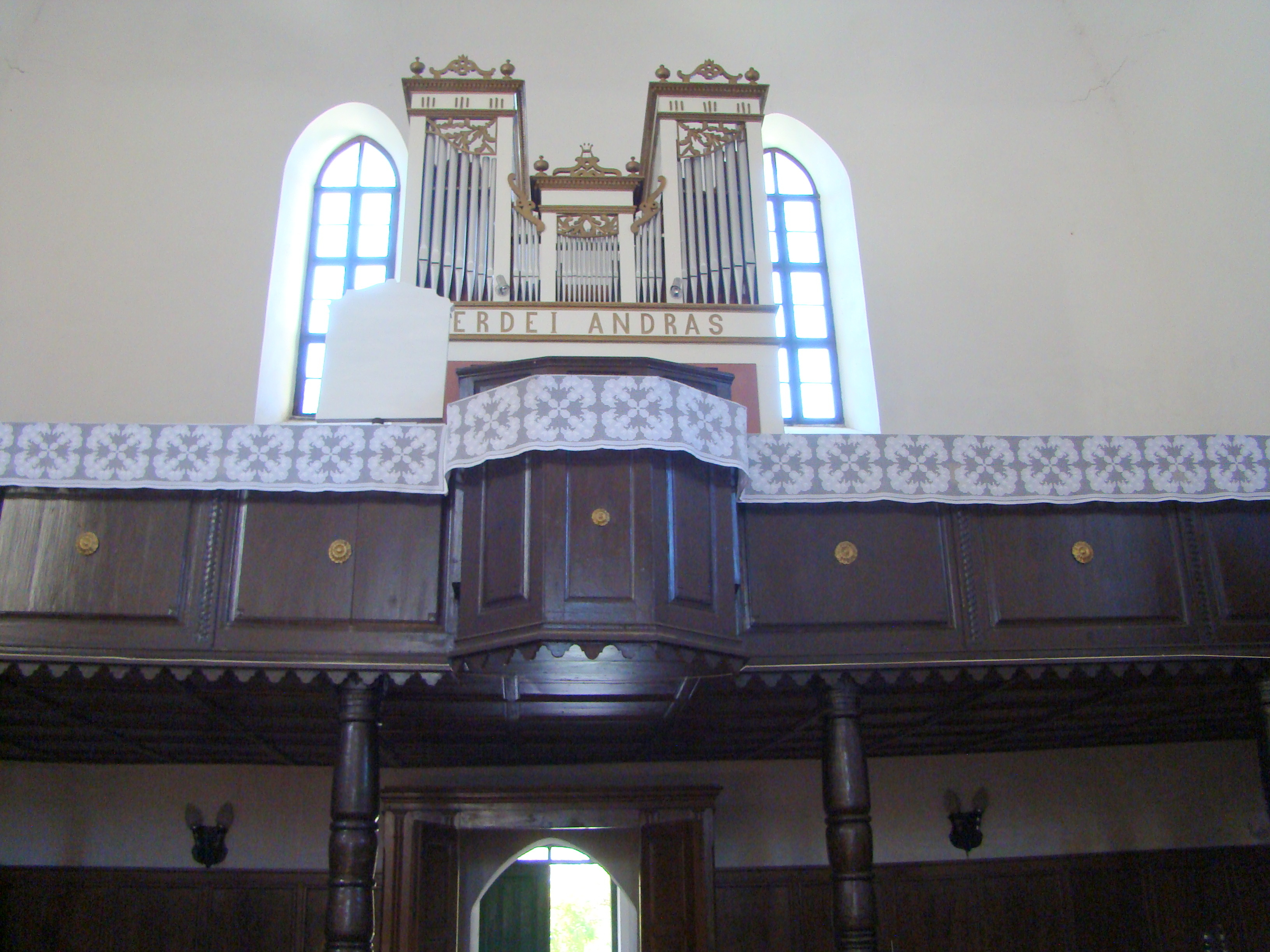
Orga (1850)

Biserica reformată din Sălard, comuna Sălard, județul Bihor, datează din secolul XV. Biserica se află pe lista monumentelor istorice sub codul LMI:  BH-II-m-B-01200. 

## Istoric și trăsături
Biserica reformată din Sălard a fost construită inițial ca biserica unei mănăstiri franciscane și este în regiune monumentul de arhitectură gotică cu cele mai multe elemente păstrate, dintre cele ce datează din secolul al XV-lea. Soarta lăcașului de cult în primul secol și jumătate de existență a fost strâns legată de istoria familiei nobiliare Csáki, ctitorii mănăstirii. Biserica mănăstirii servea în același timp și ca loc de înmormântare a membrilor familiei Csáki, astfel în 1468 au fost înhumați aici Francisc Csáki, comite al secuilor și fiul acestuia, Benedict.
Ca un paradox al destinului, activitatea mănăstirii a fost pecetluită tot de un membru al familiei Csáki: adepții lui Farkas Csáki au trecut la protestantism, de atunci biserica funcționează că lăcaș de cult reformat.
Edificiul a fost construit aproape exclusiv din cărămidă și doar ferestrele, portalurile și bolțile corului au fost realizate din piatră. Primul lăcaș de cult al mănăstirii a fost mai modest, deoarece biserica actuală are elemente ce pot fi datate mai târziu, spre cea de-a doua treime a secolului al XV-lea. Nava flancată de contraforți, corul cu terminație poligonală, spațiul adosat laturii nordice a corului precum și turnul au fost ridicate într-o singură etapă. Atât nava cât și corul au tavane drepte, nava nu a fost boltită nici în evul mediu. 
Dintre elementele mobilierului se remarcă stranele și băncile clasicizante ce au fost introduse în 1802, orga instalată în 1850 și strana în stil neoempire, ce datează din 1890.

## Imagini din exterior

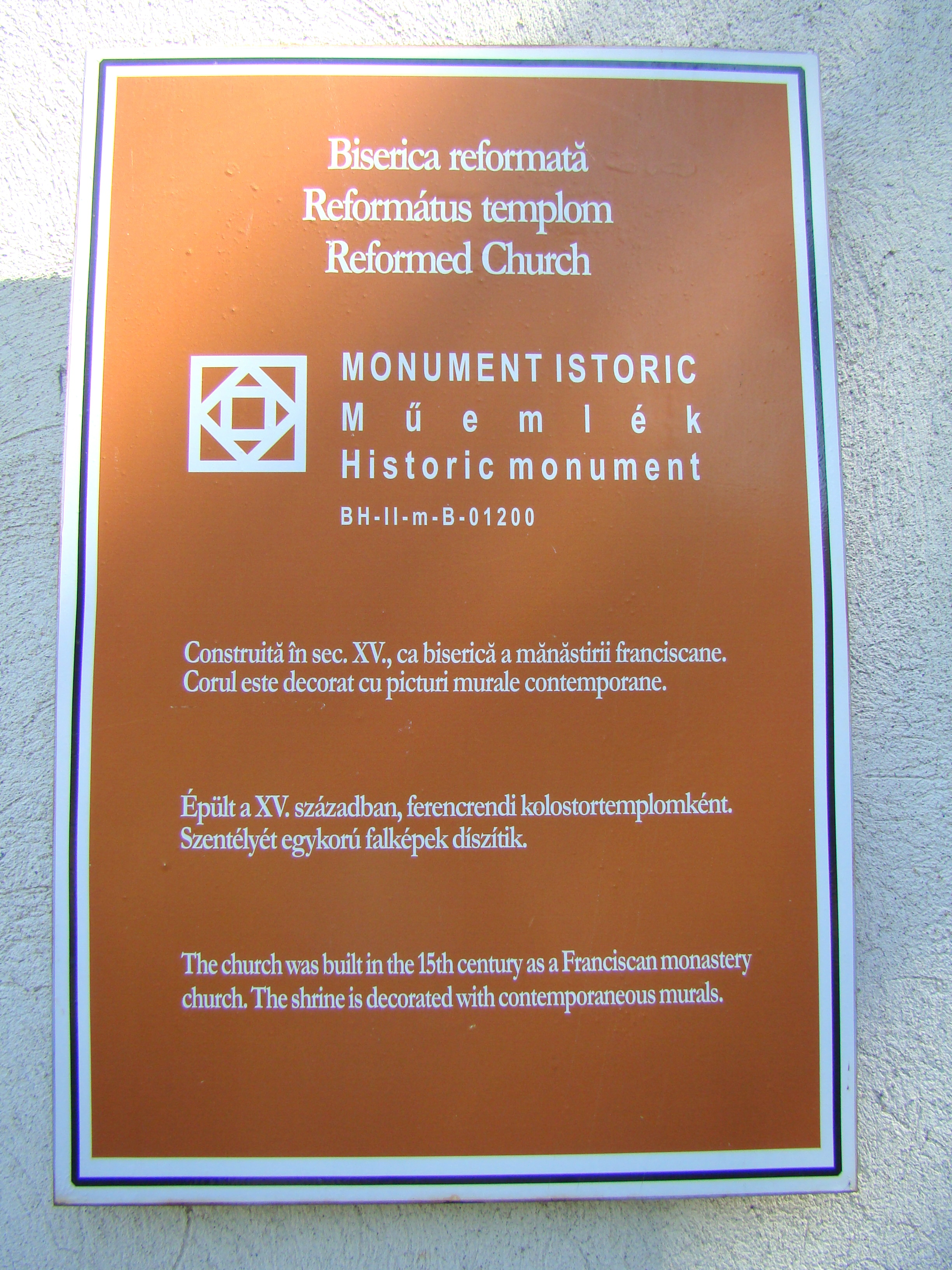
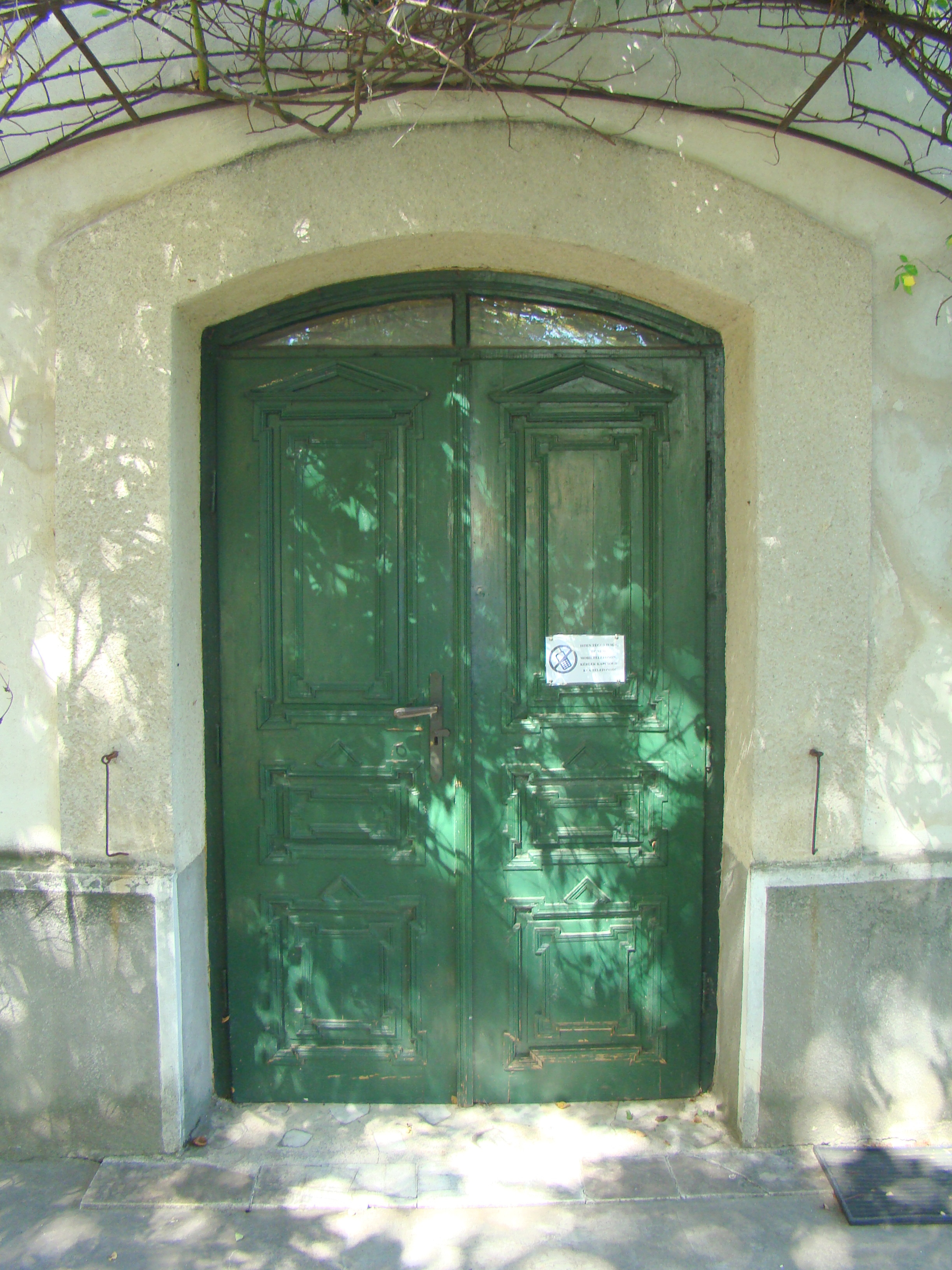
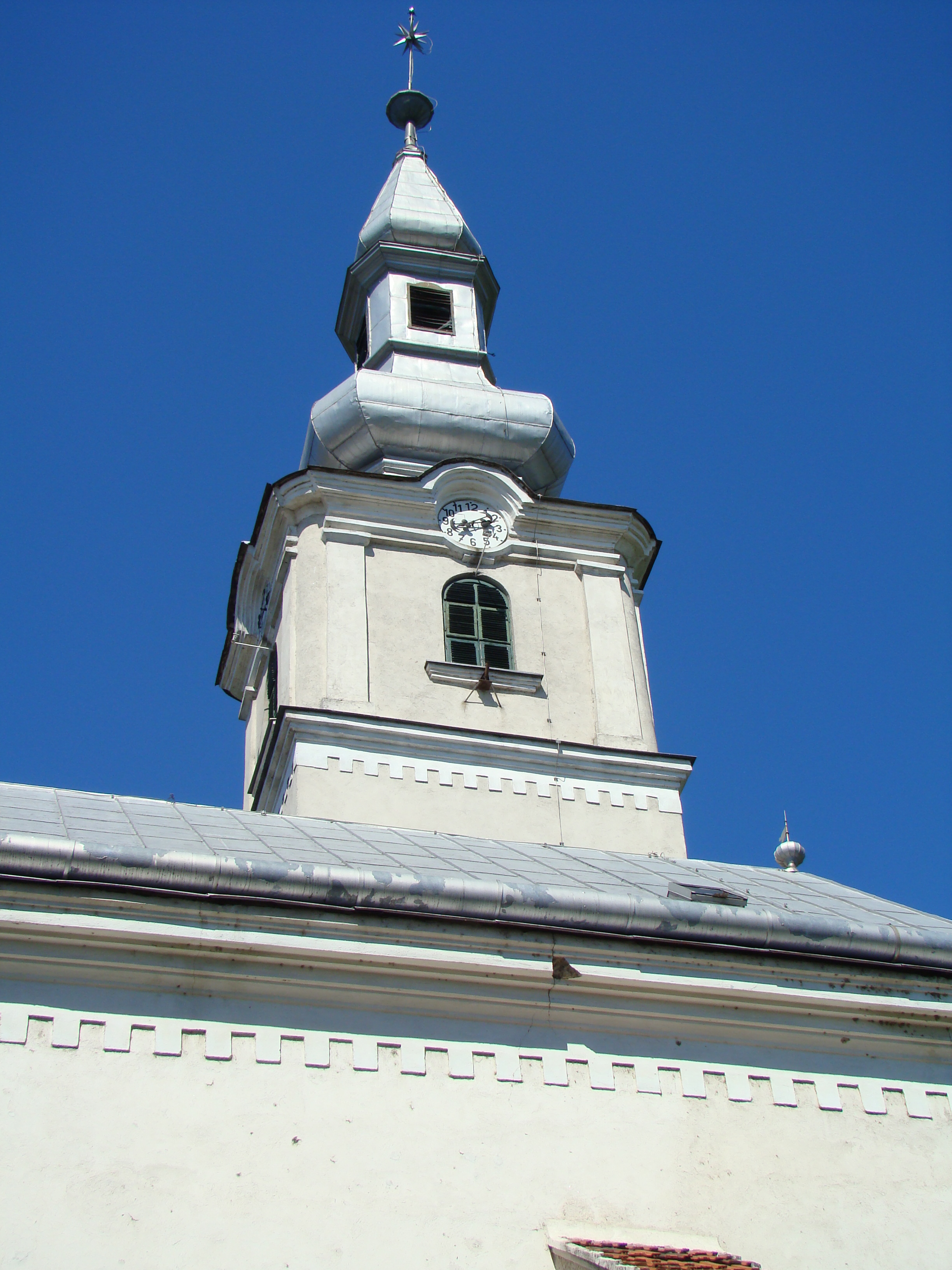
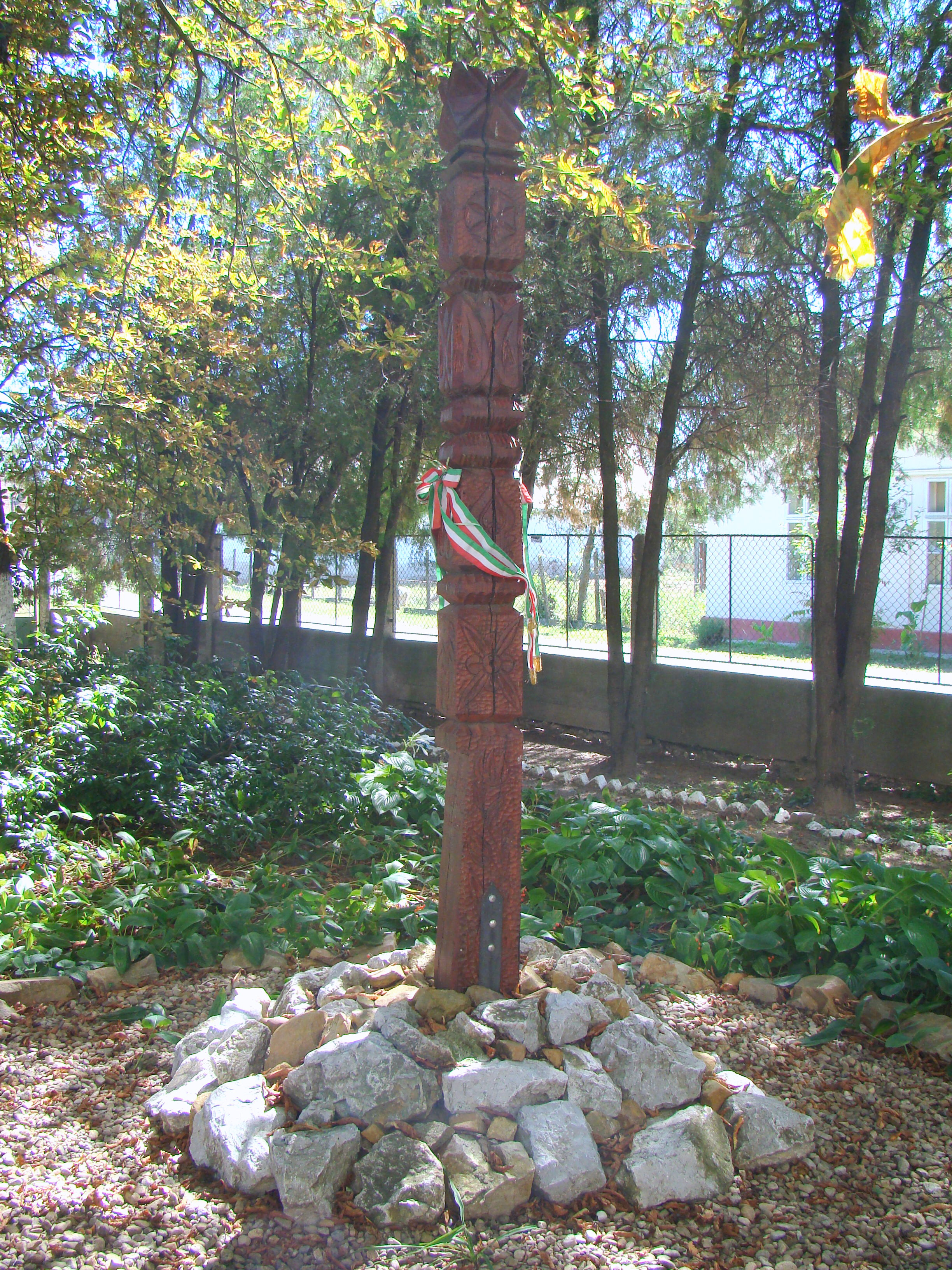
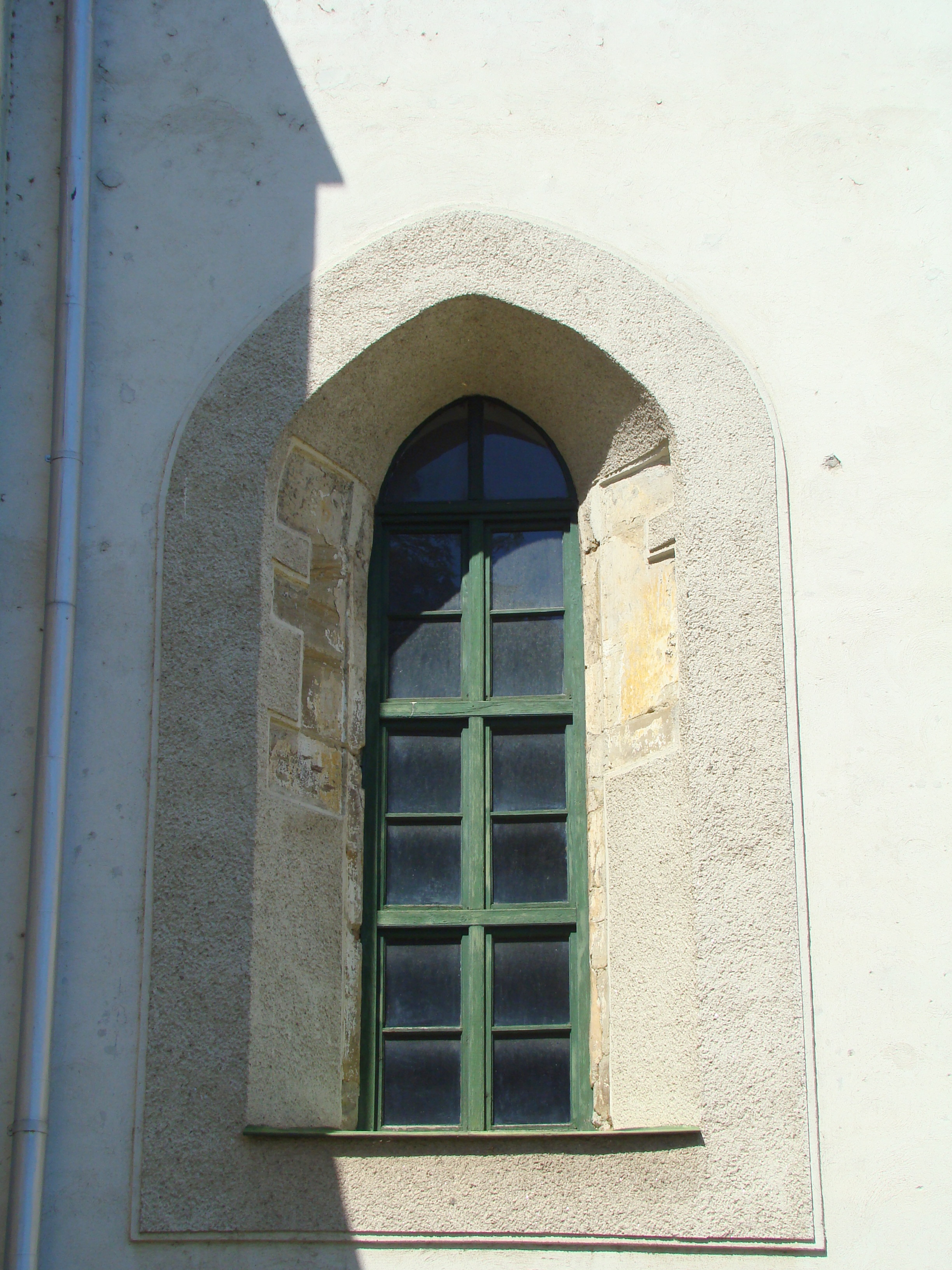
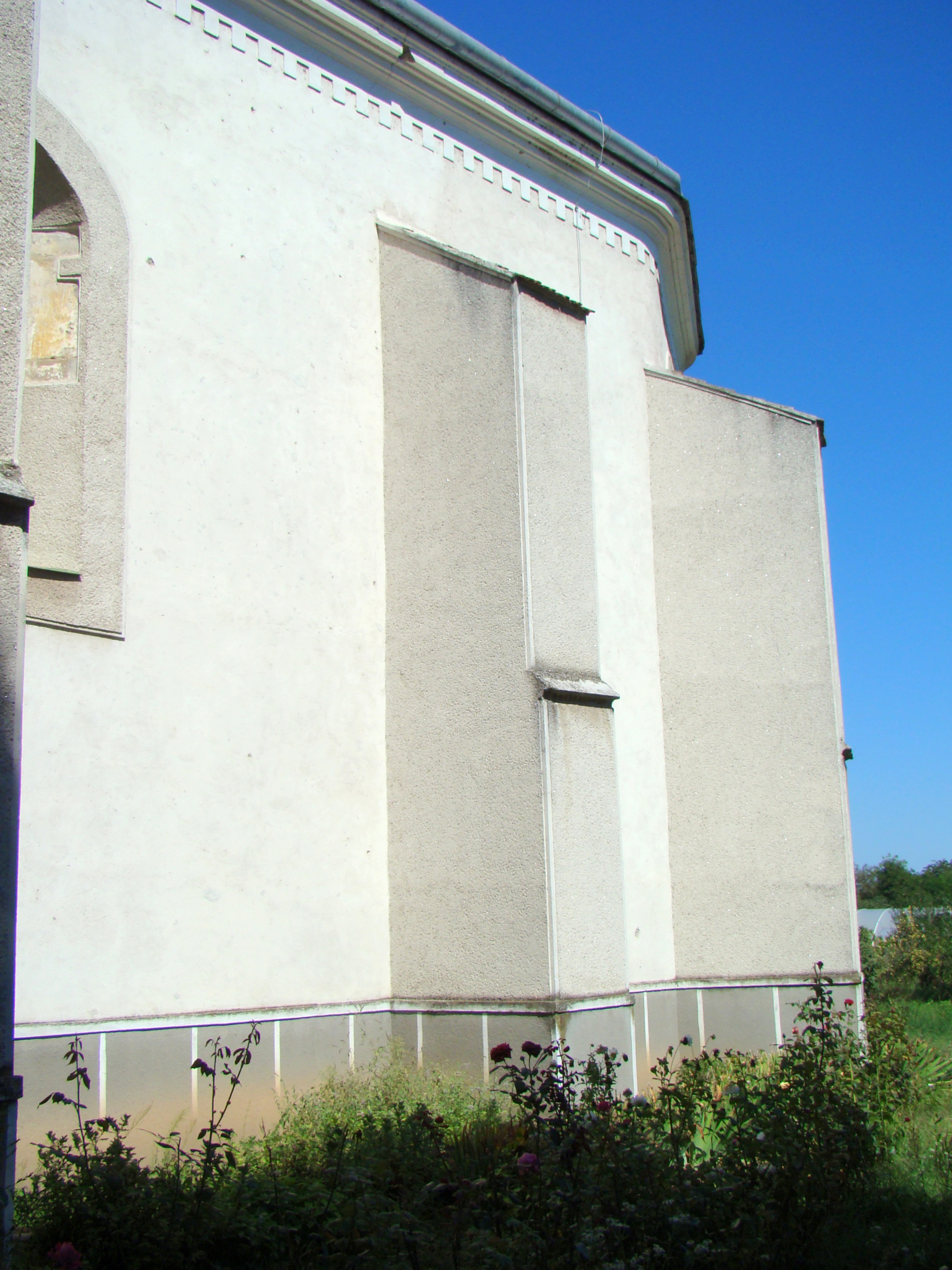
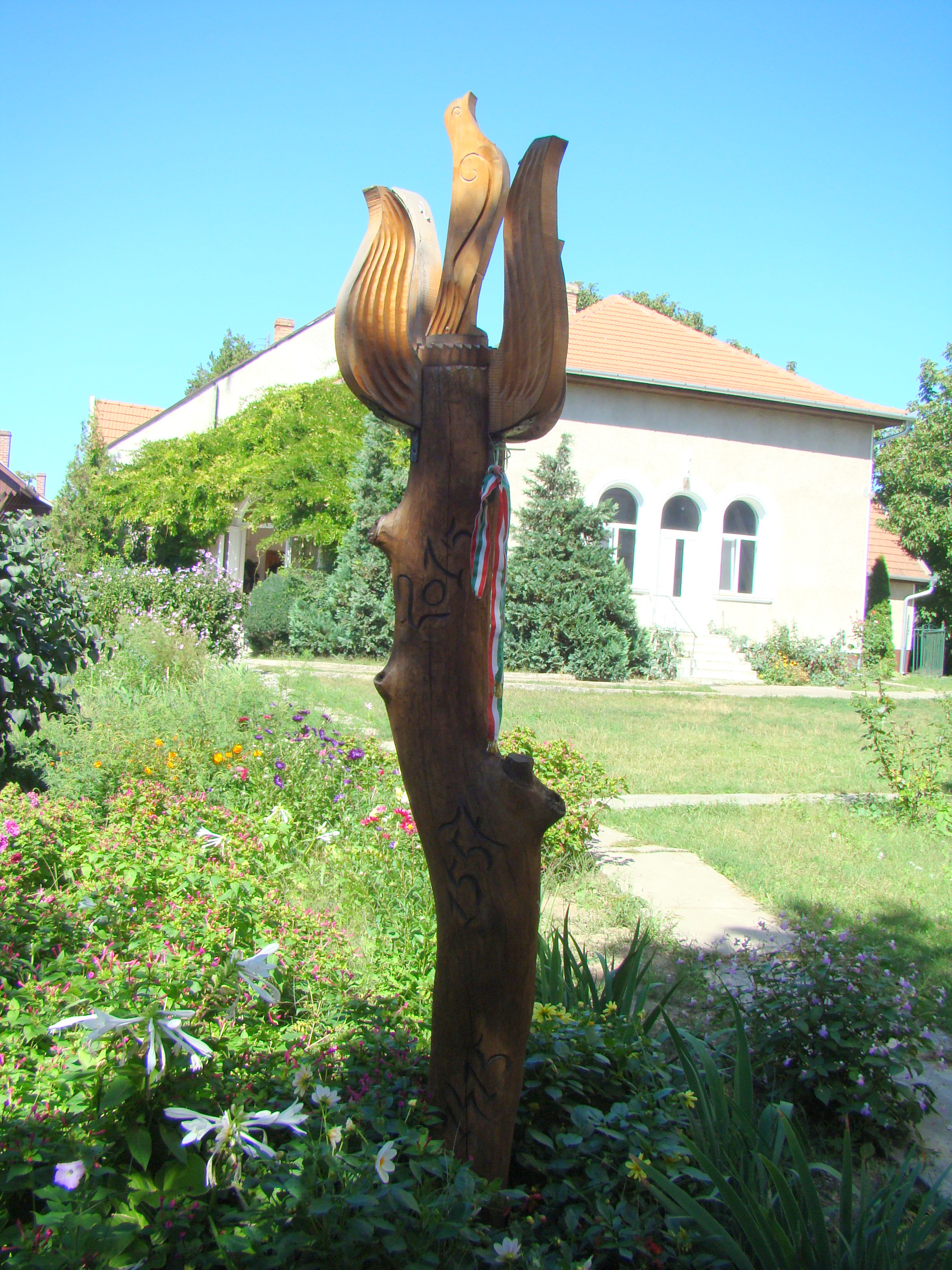
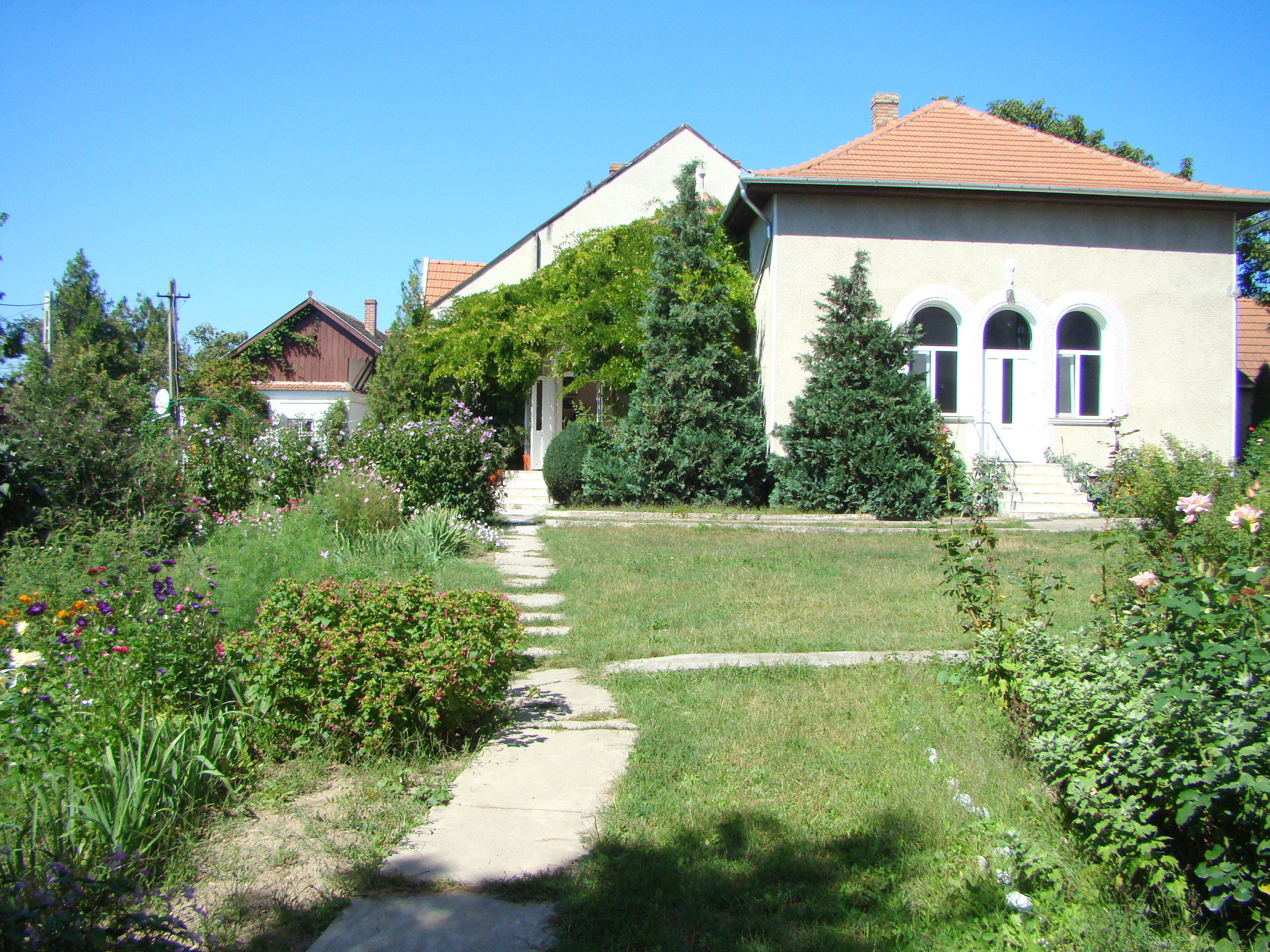
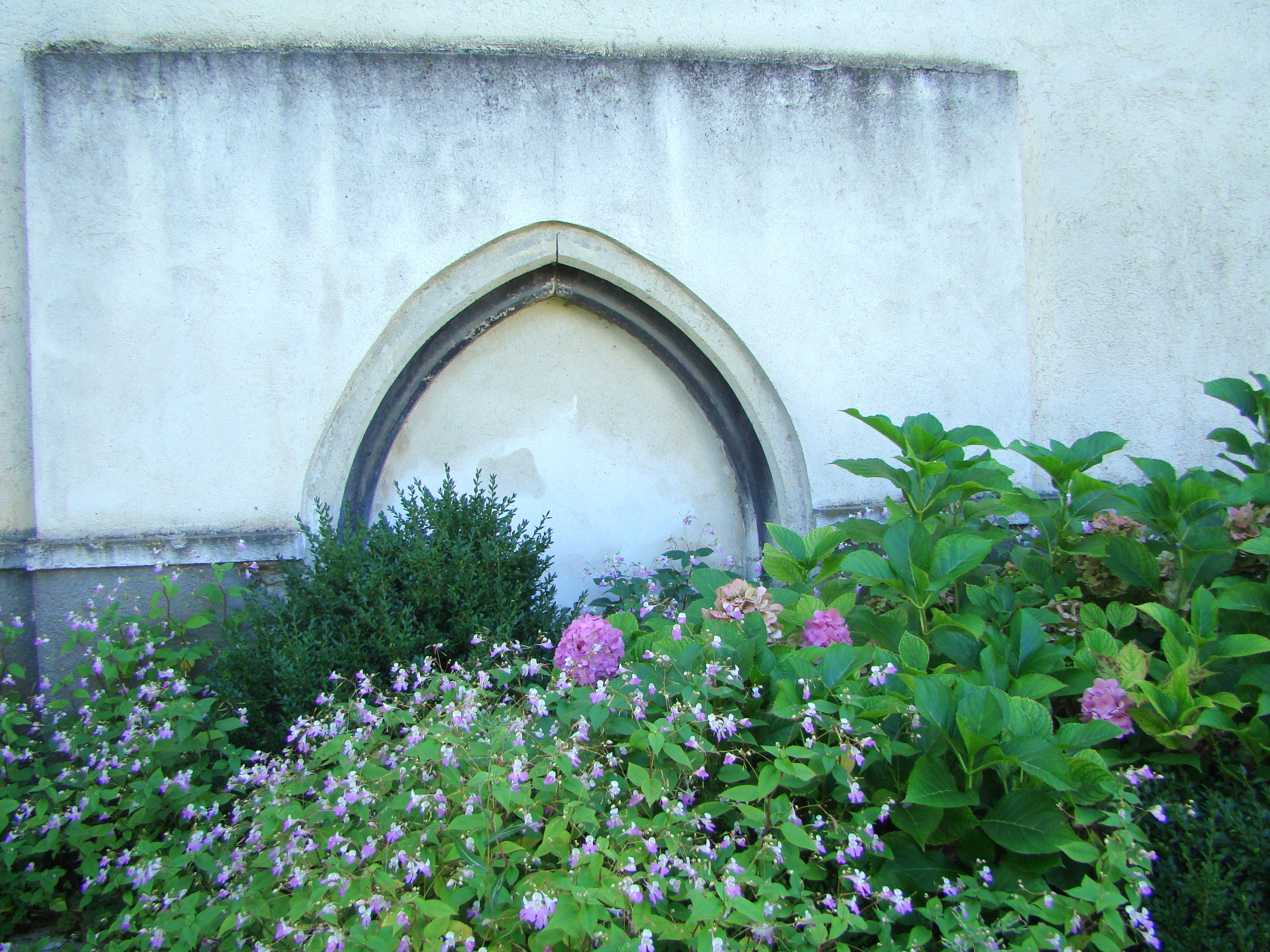
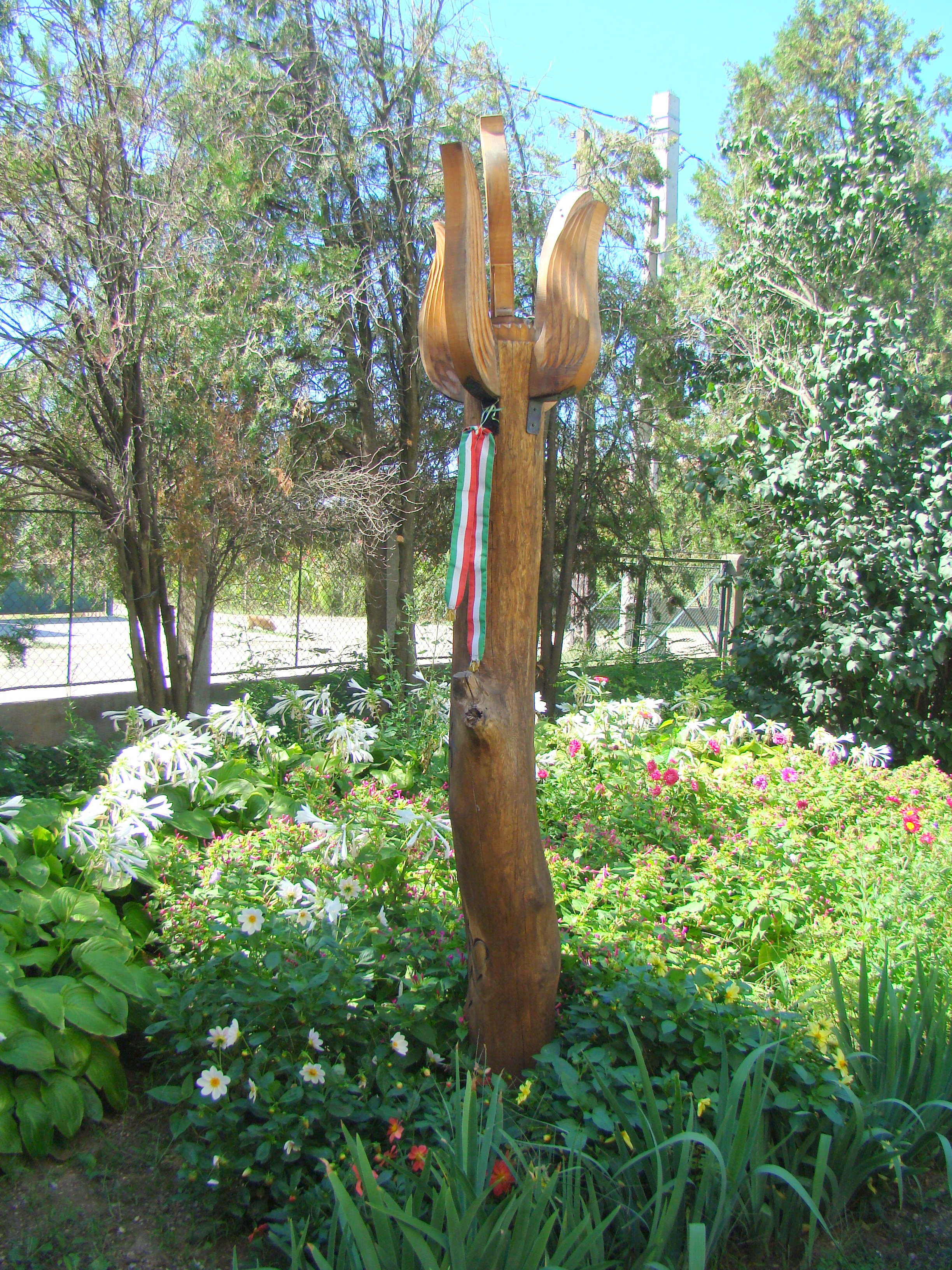
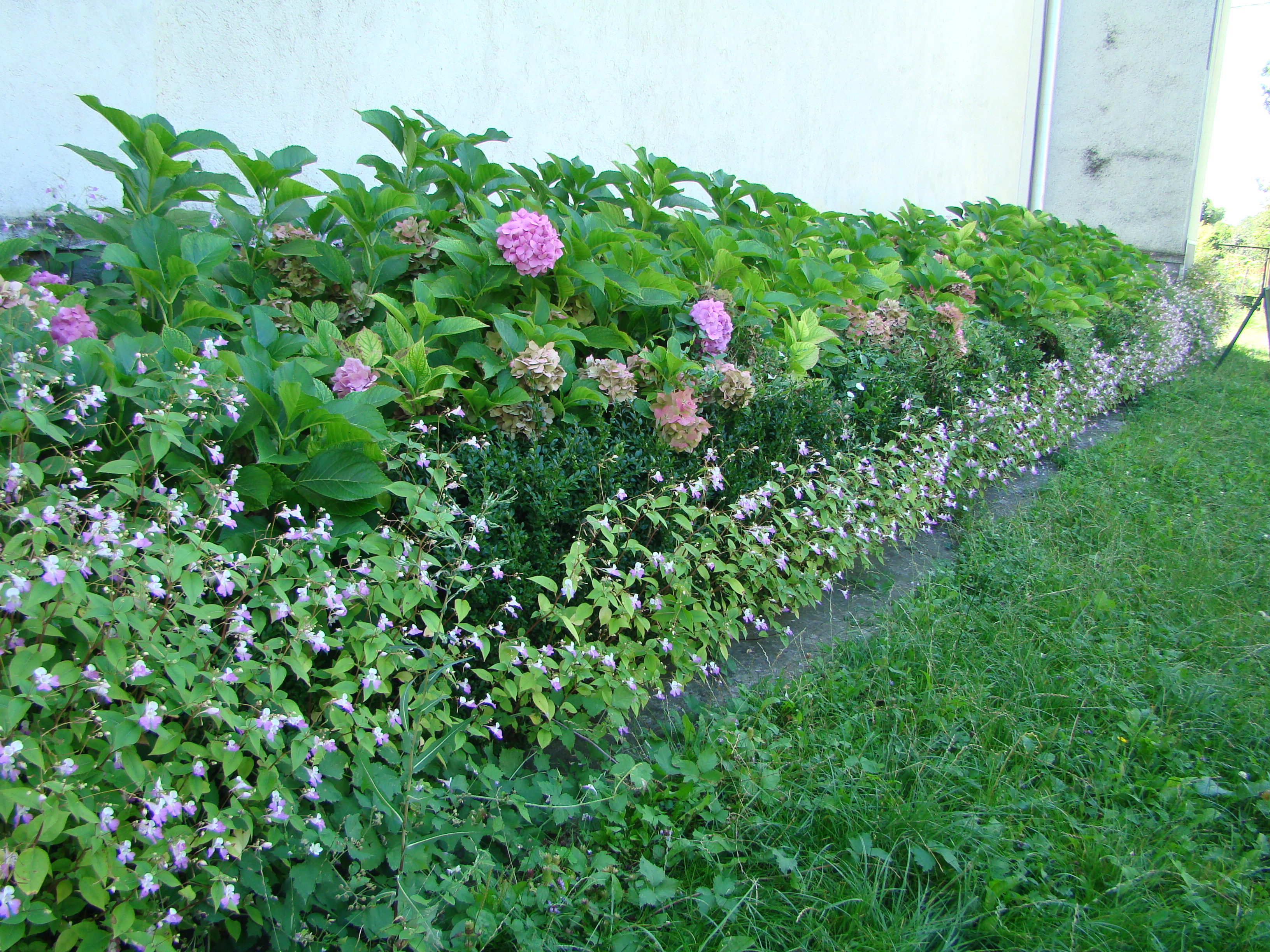
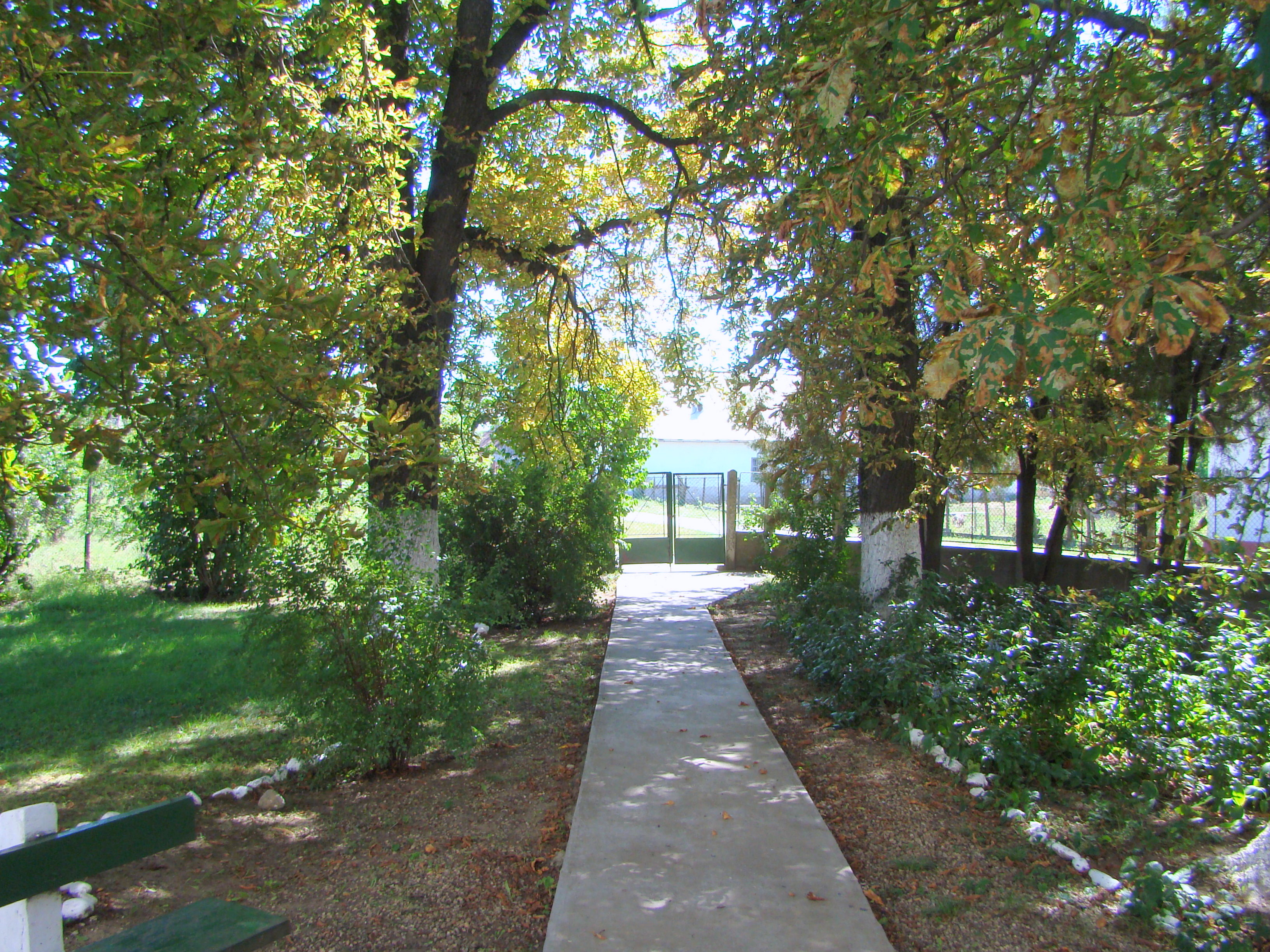

## Imagini din interior

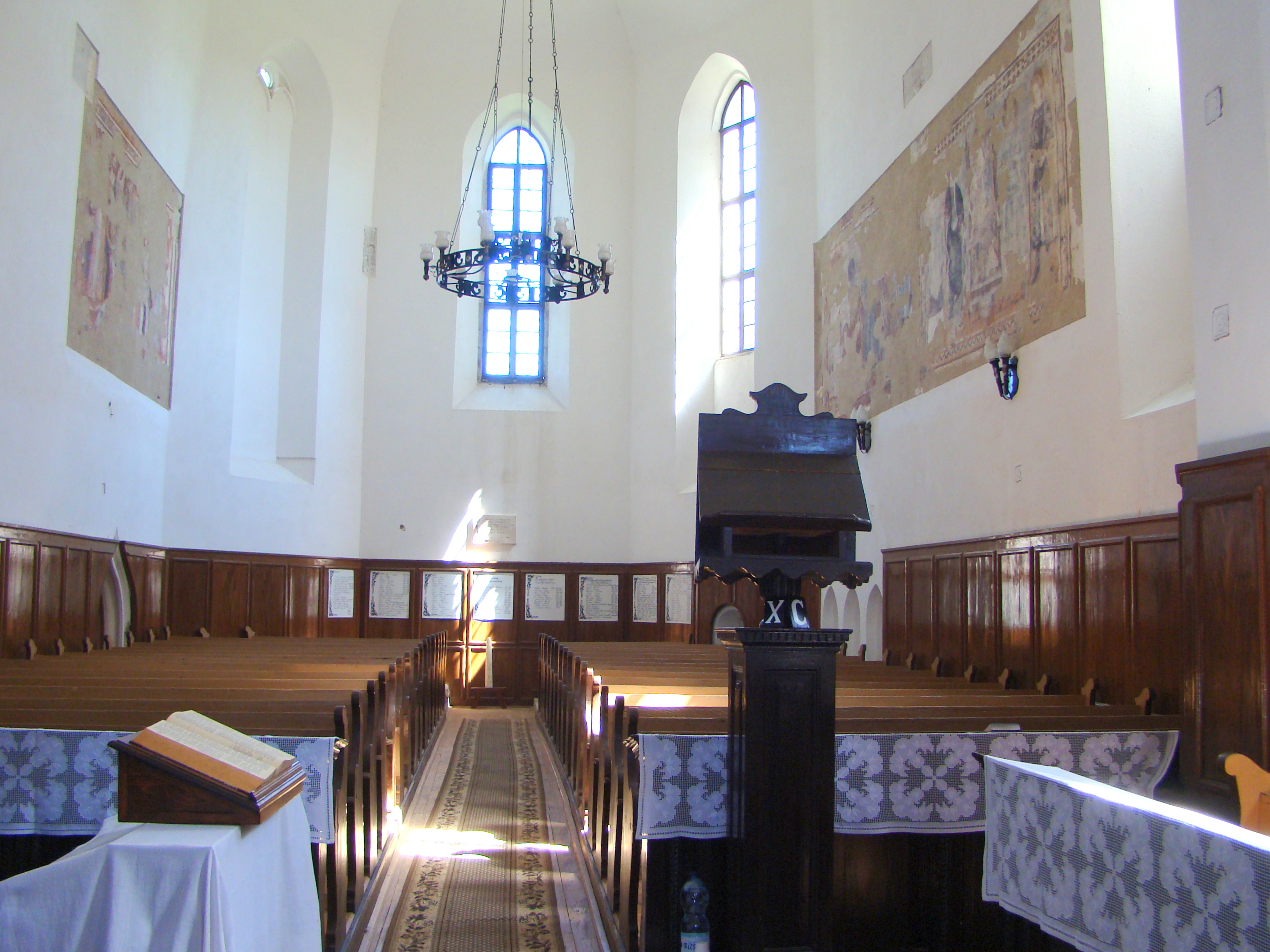
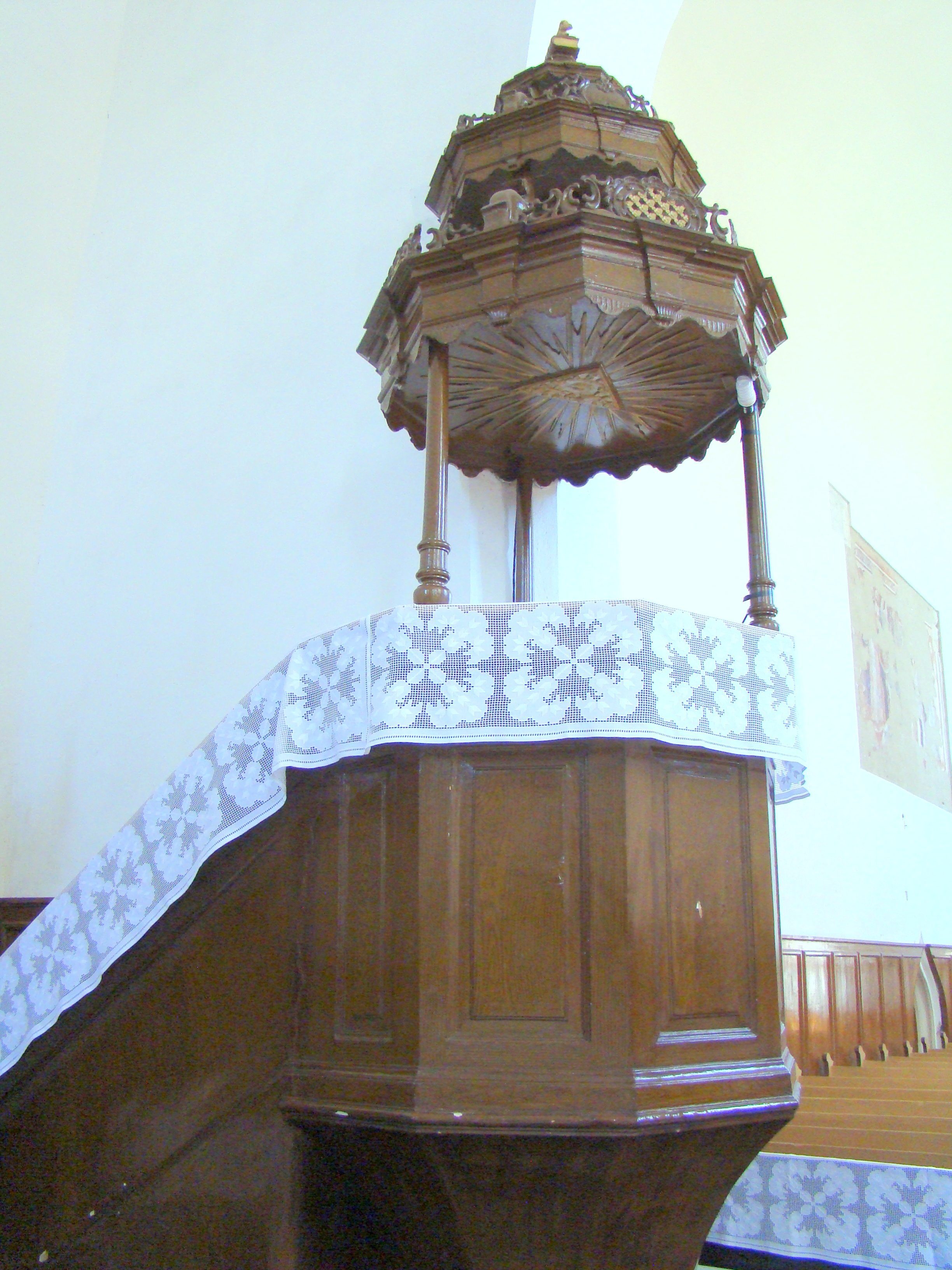
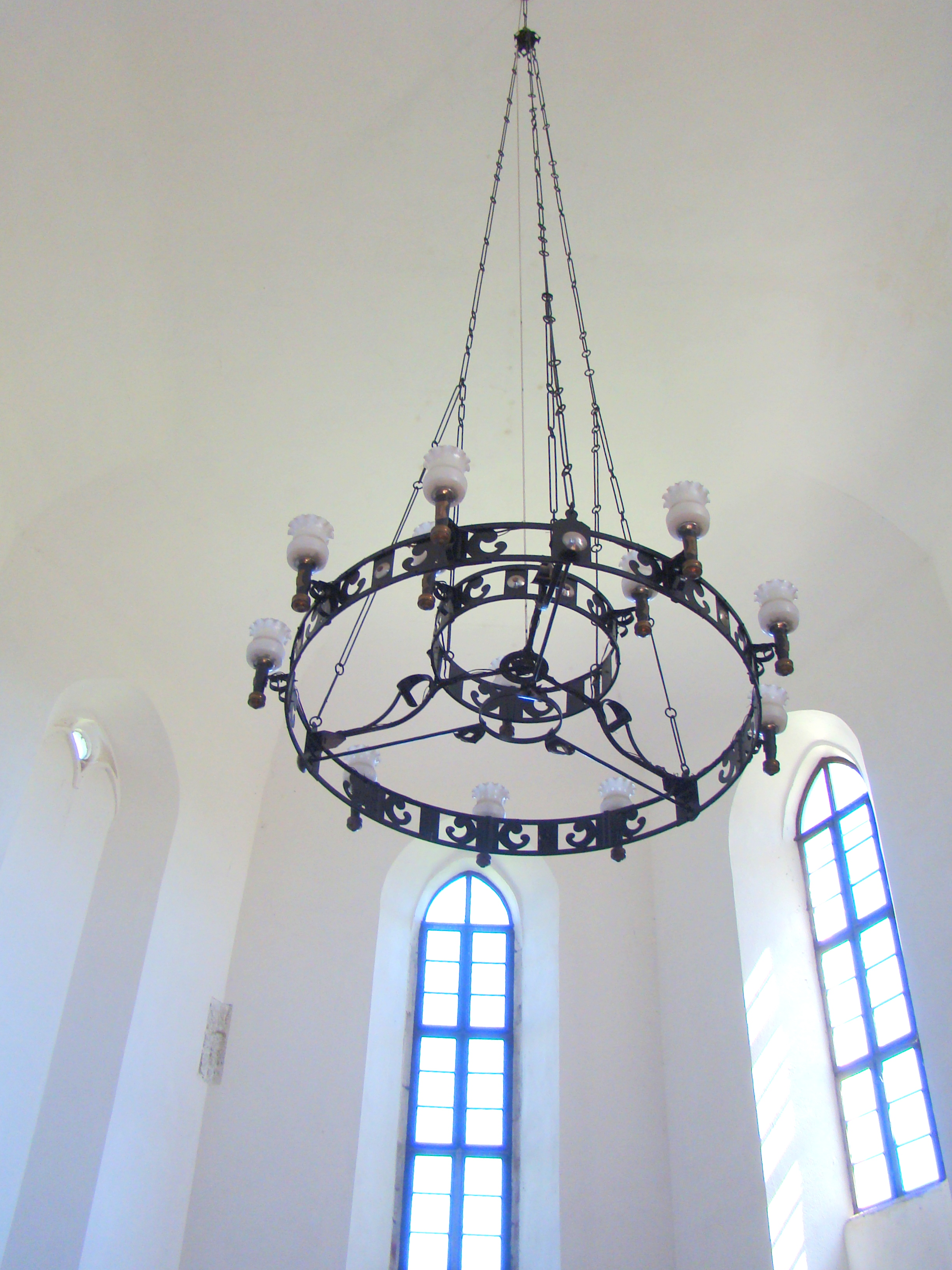
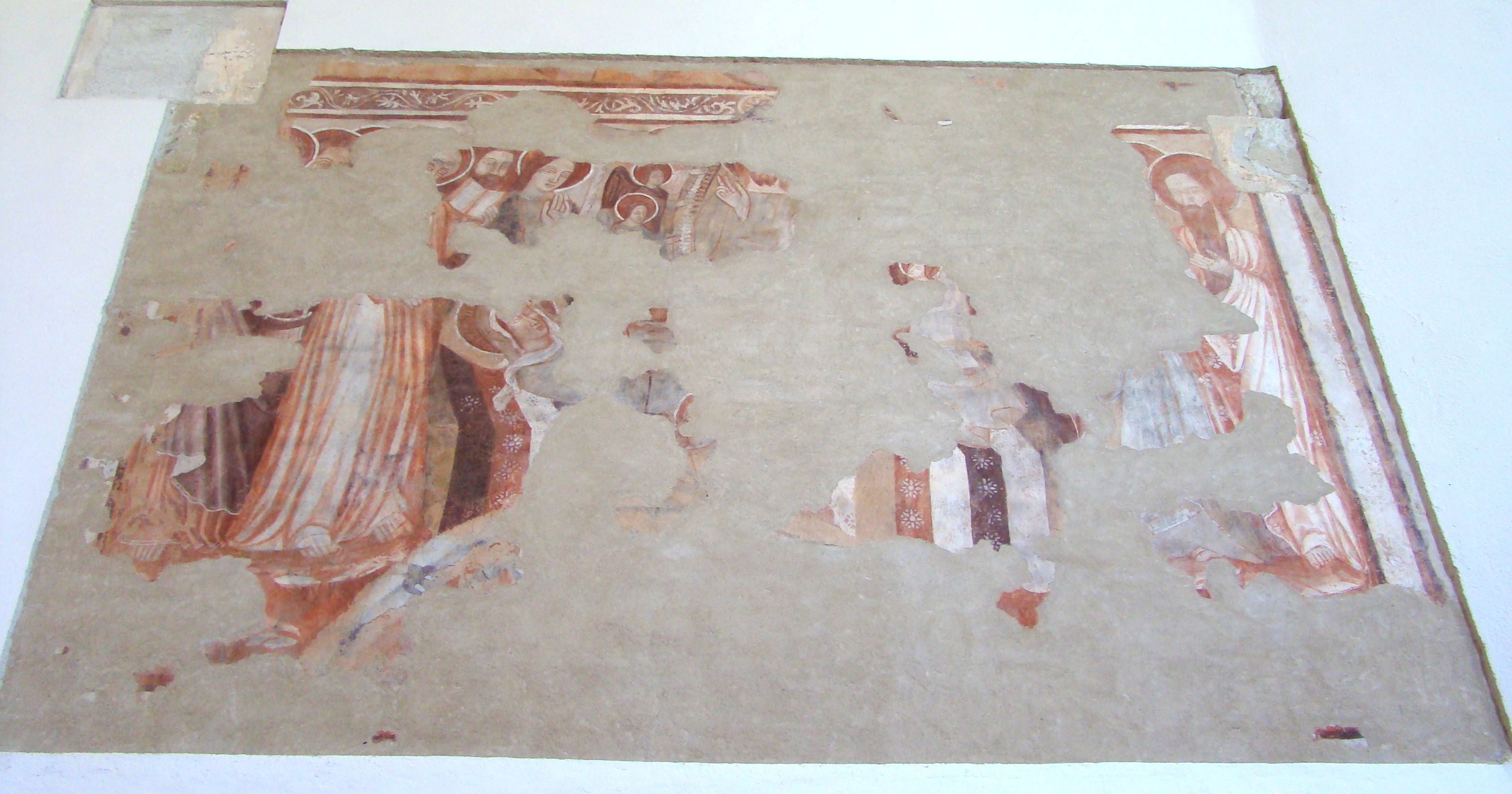
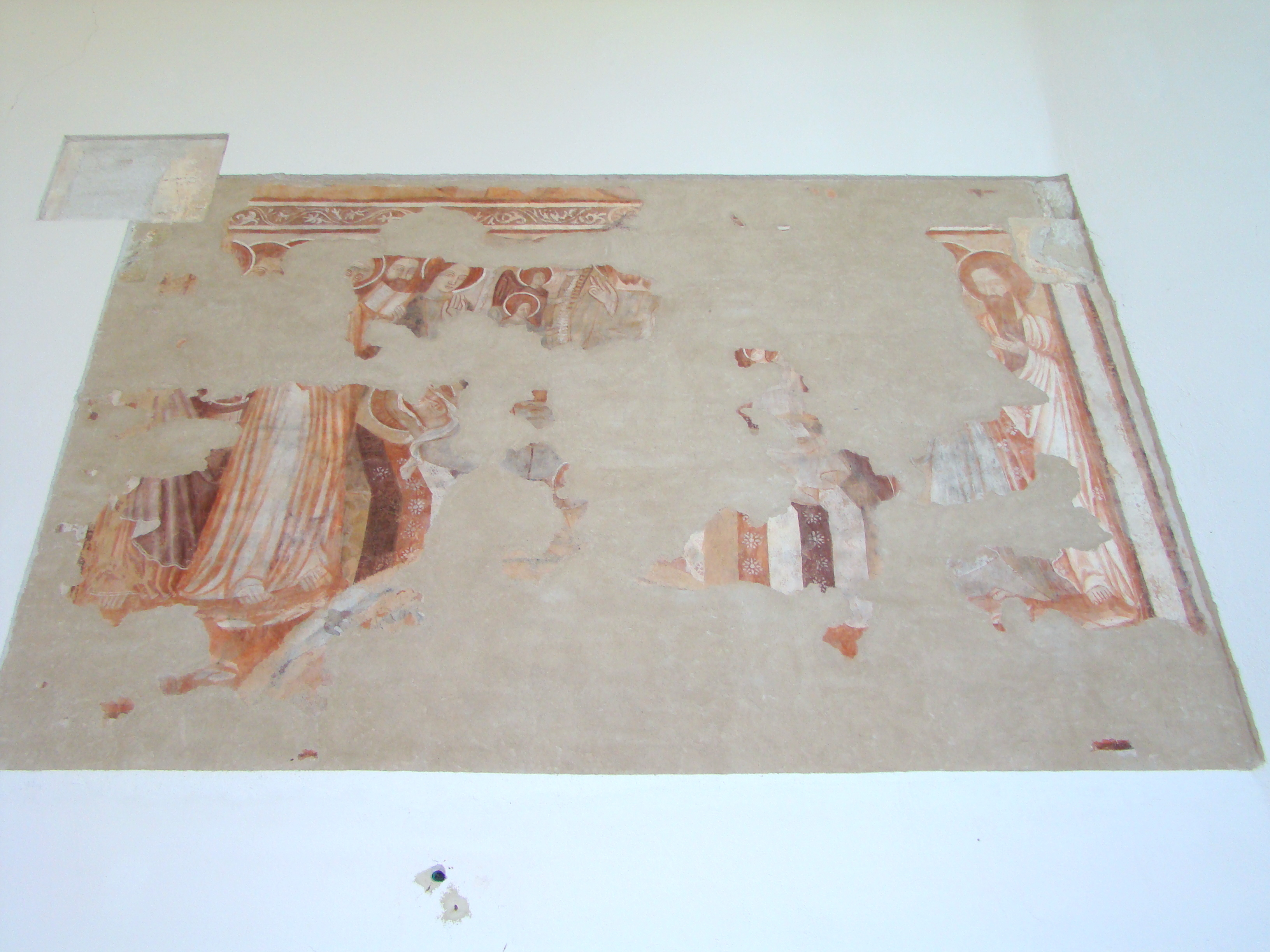
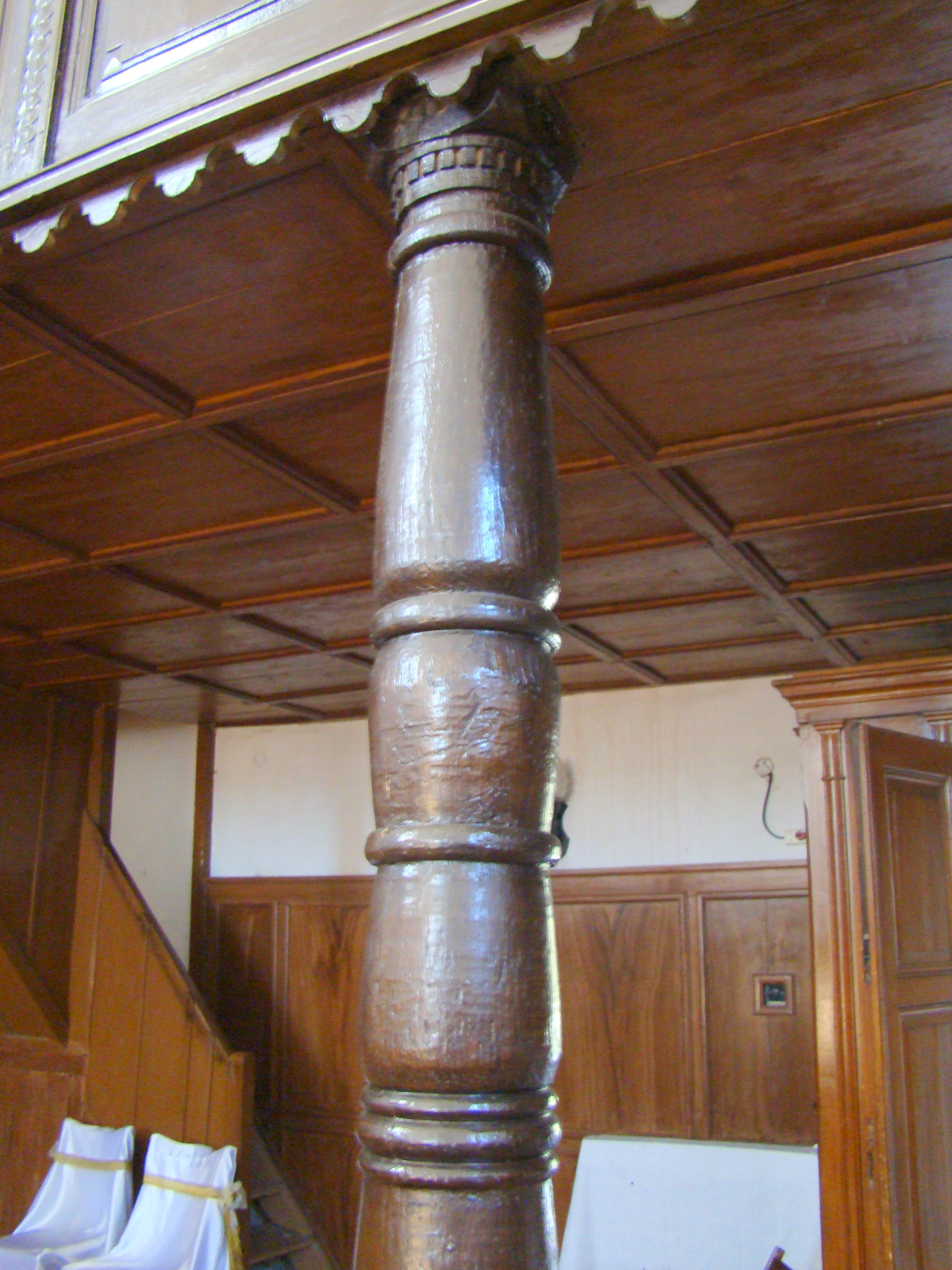
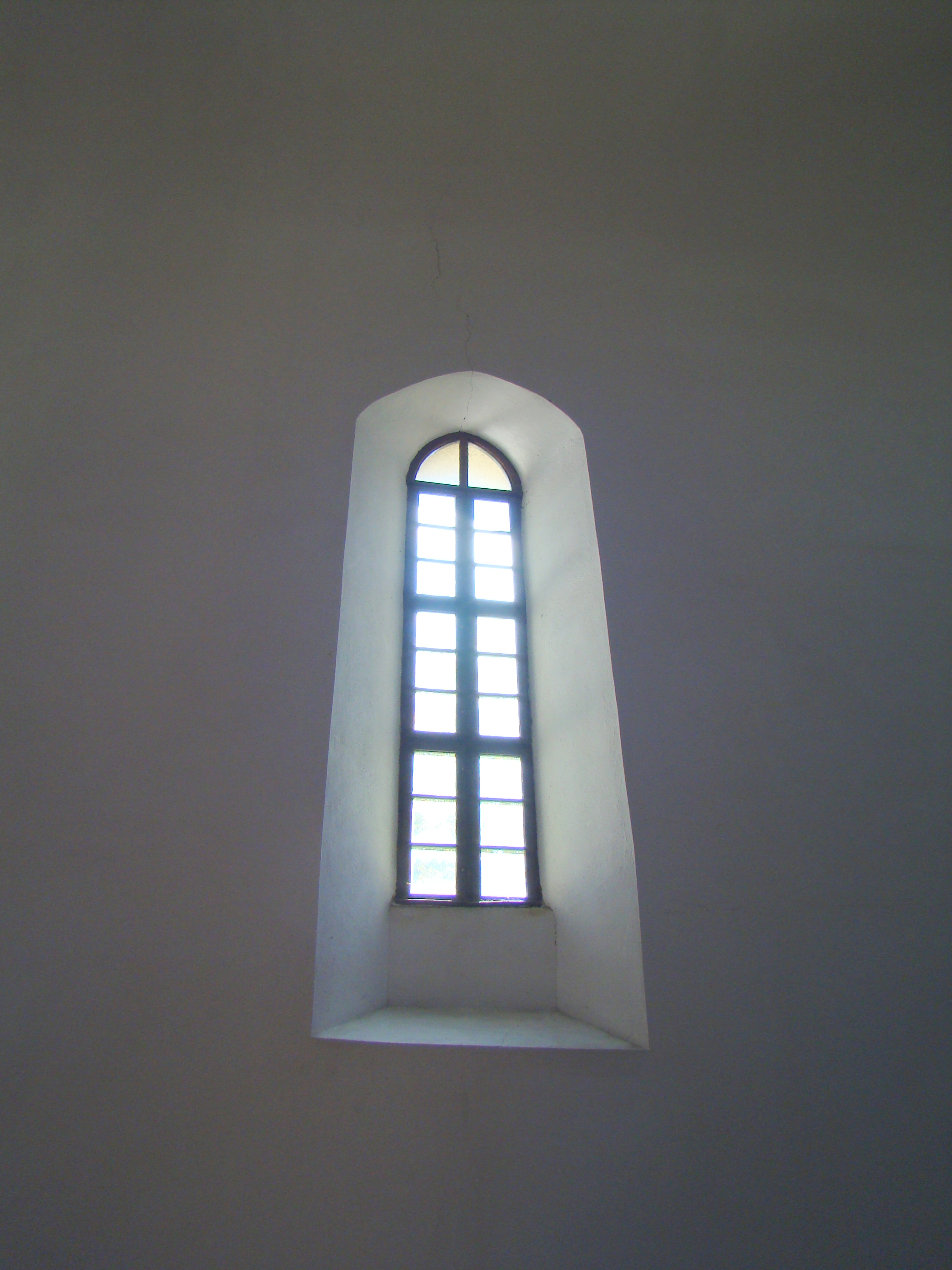
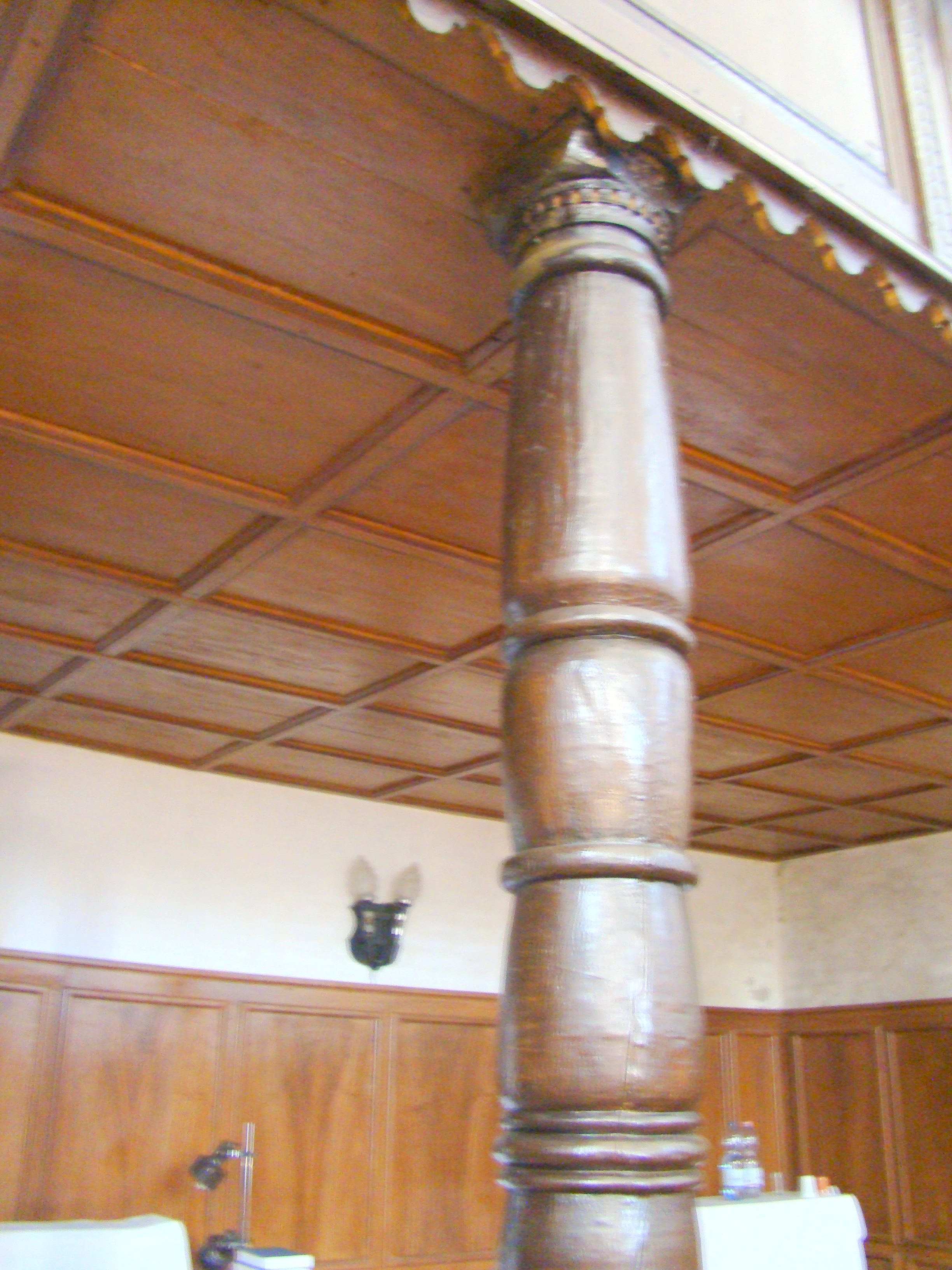
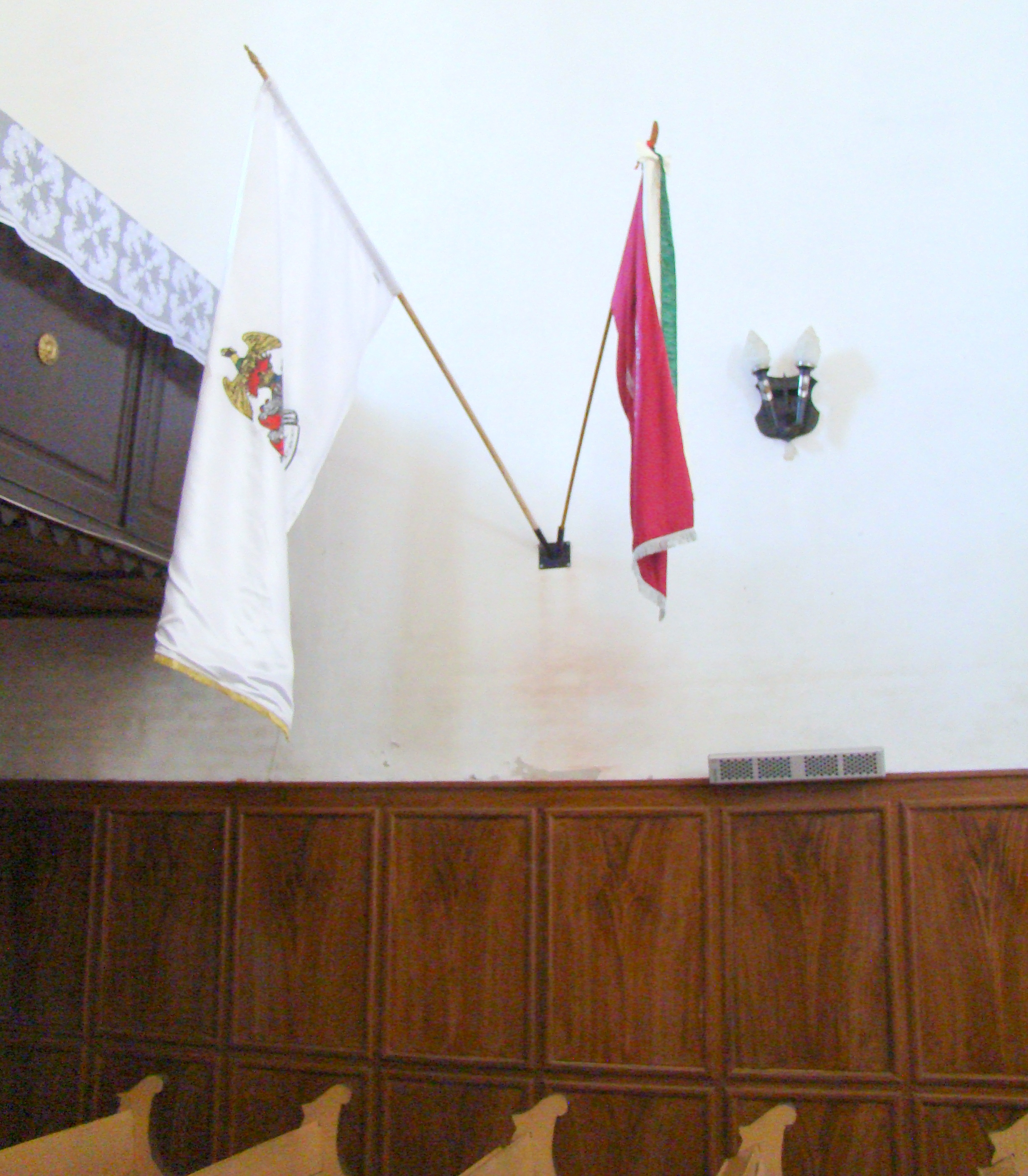
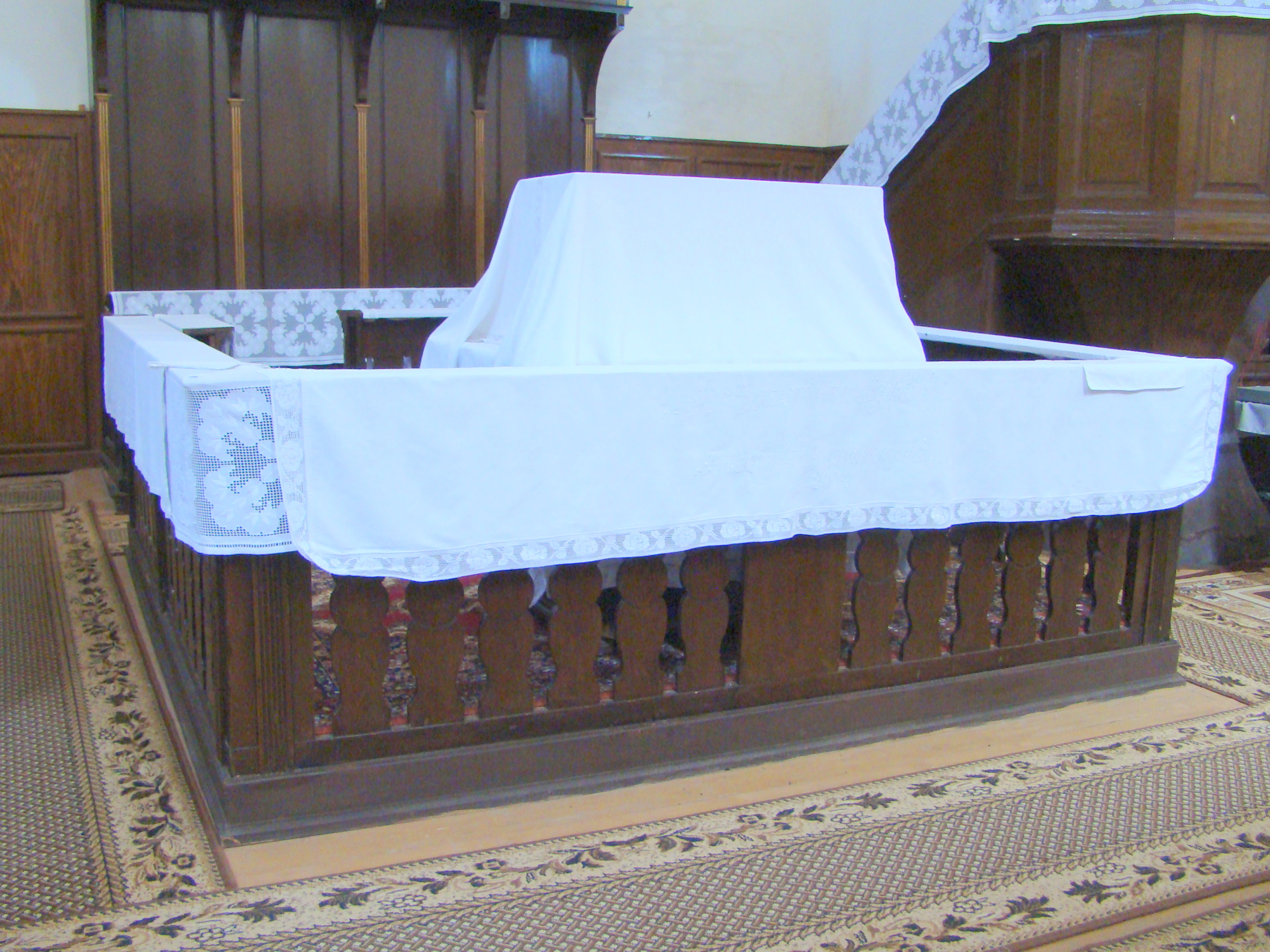
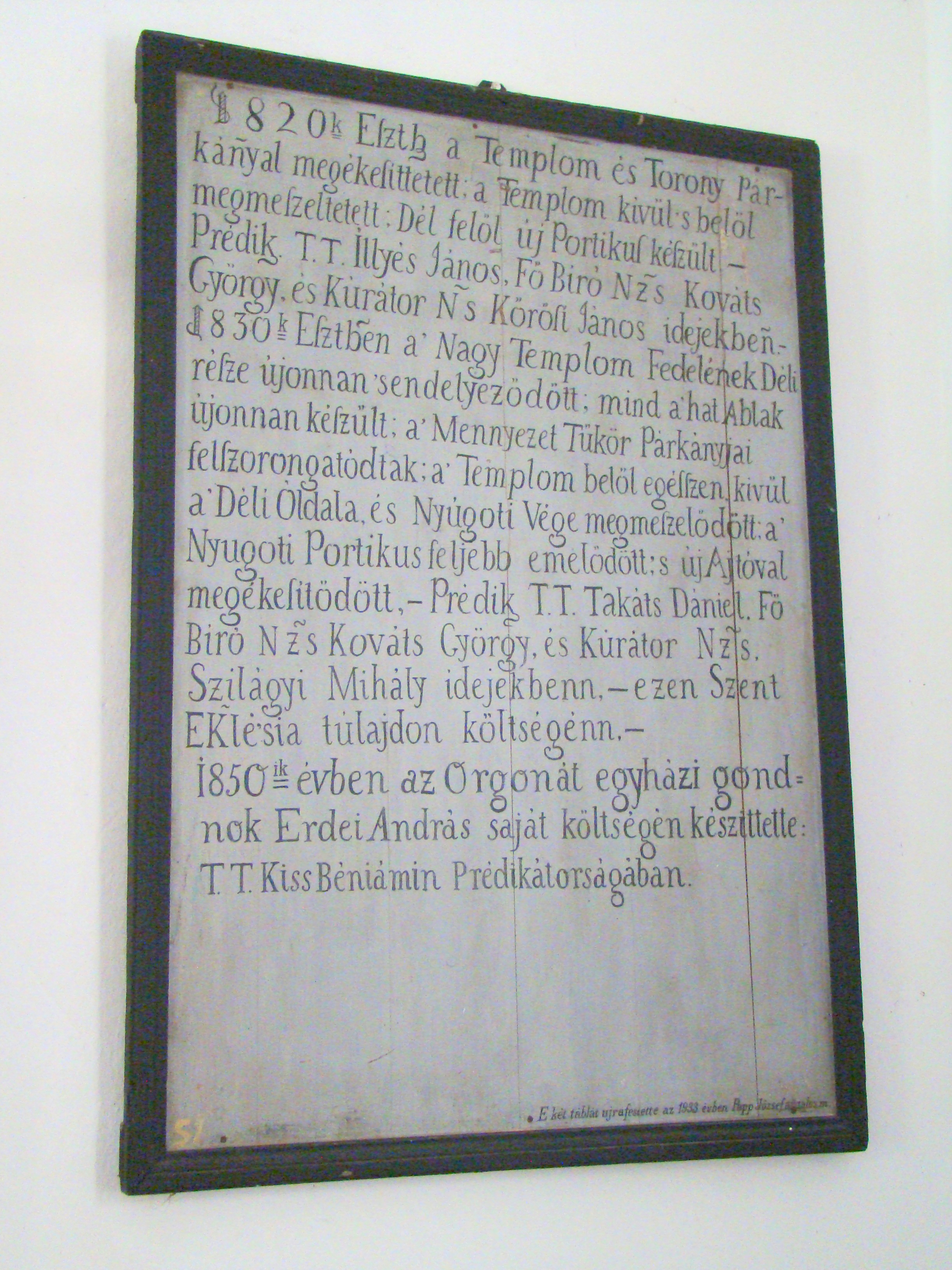
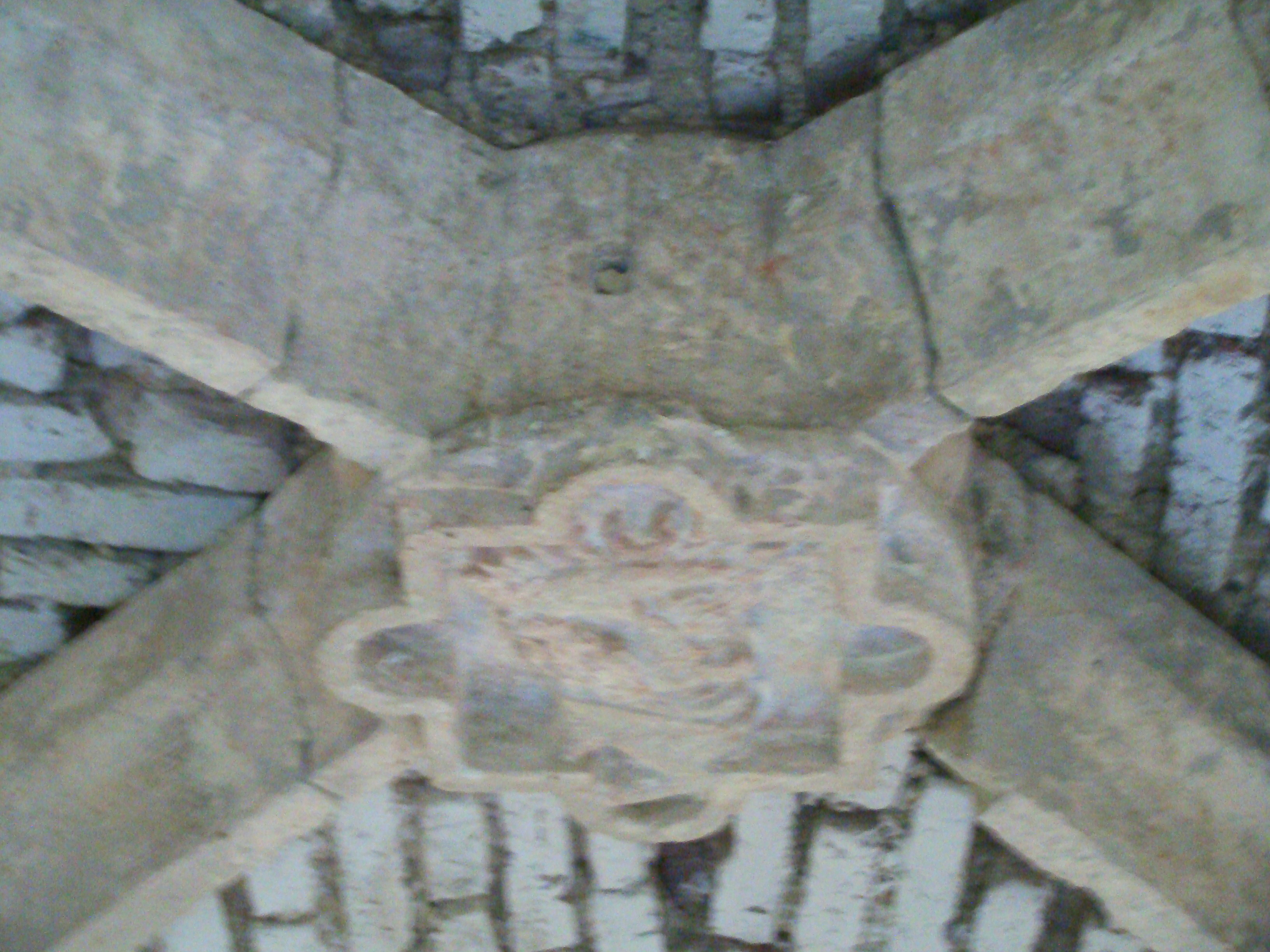